# Corona (tocado)

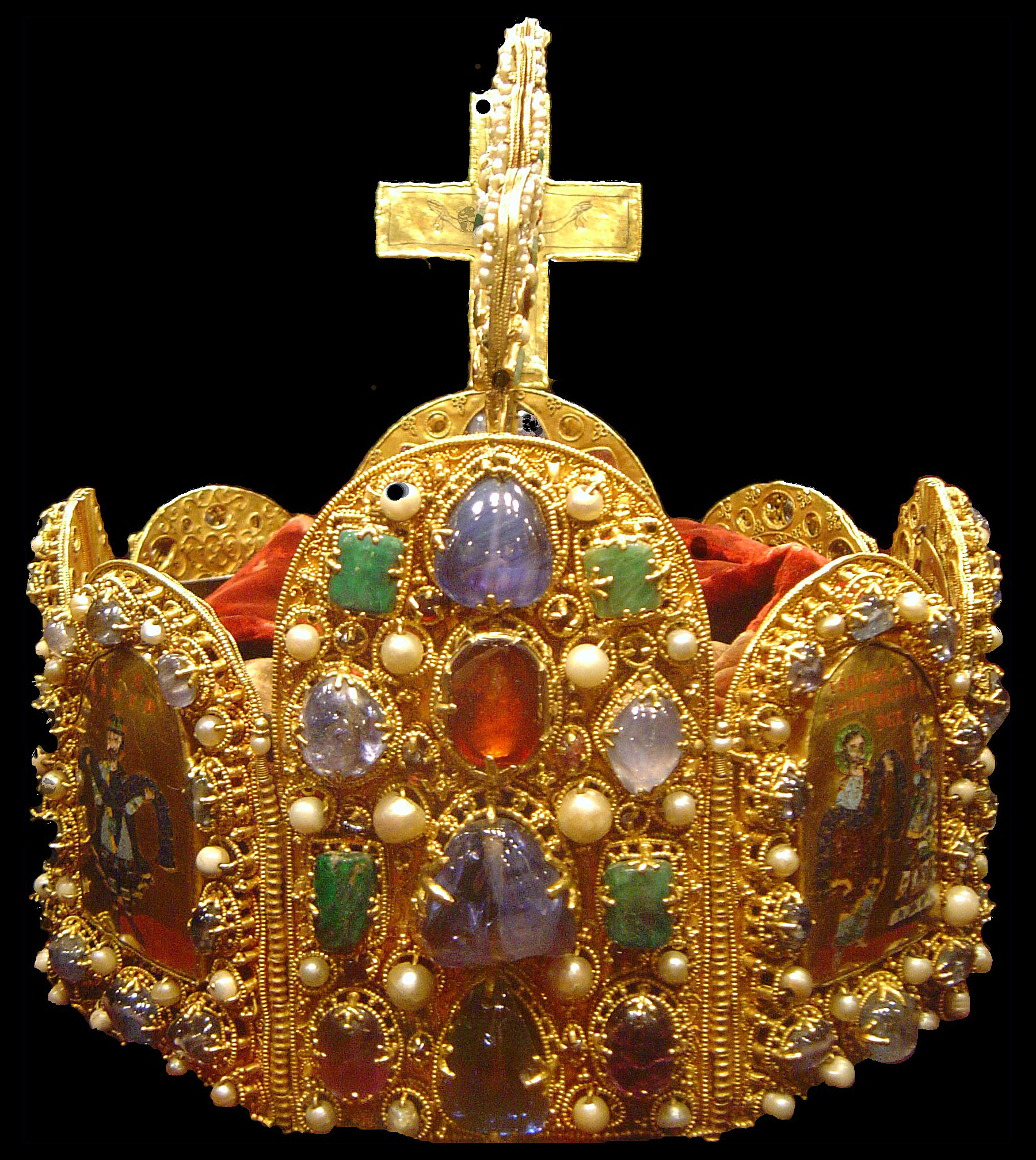
Corona del Sacro Imperio Romano. En la actualidad en la Schatzkammer de Viena.

La corona para ornamento de la cabeza se ha considerado en todas las épocas como distintivo de la autoridad real y, en algunas de sus formas, como premio o condecoración debida a méritos muy singulares.

## Tipos de coronas
- La corona radiante o con puntas en el borde superior fue entre los romanos un atributo de los dioses y de los emperadores a quienes se tributaron honores divinos.
- La corona triunfal o de laurel, ya natural, ya metálica, se daba por los romanos a los generales victoriosos.
- La corona cívica o de rama de encina se concedía en Roma a los ciudadanos beneméritos.
- La corona obsidional o gramínea (de grama) se otorgaba a aquellos que habían obligado al enemigo a levantar el asedio de alguna plaza.

## Historia
Se han descubierto coronas en tiempos prehistóricos en Haryana, India.
El precursor de la corona fue la frontalera llamada diadema, que habían usado los emperadores persas aqueménidas. Fue adoptado por Constantino I y fue usado por todos los gobernantes posteriores del posterior Imperio Romano. Casi todos los reyes sasánidas llevaban coronas. Uno de los reyes más famosos que dejó numerosas estatuas, relieves y monedas de coronas es el rey Sapor I.
En la antigüedad se utilizaron numerosas coronas de diversas formas, como los Hedjet, Deshret, Pschent (doble corona) y Khepresh del Egipto faraónico. Los faraones de Egipto también llevaban la diadema, que estaba asociada con los cultos solares, una asociación que no se perdió por completo, ya que más tarde fue revivida bajo el emperador romano Augusto. En la época del faraón Amenofis III (r.1390-1352c), llevar una diadema se convirtió claramente en un símbolo de la realeza. Las coronas y coronas de la antigüedad clásica a veces se hacían con materiales naturales como laurel, mirto, olivo o apio silvestre.
En la Antigua Grecia, las diosas de la ciudad, como Afrodita, Cibeles y otras figuras heroicas femeninas griegas fueron representadas con coronas murales, en los tiempos modernos también personificaciones de ciudades y países. La corona muralis militar romana no es un símbolo republicano sino una condecoración por el asalto exitoso a una ciudad.
La corona radiata, la "corona radiante" más conocida en la Estatua de la Libertad, y quizás usada por el Helios que era el Coloso de Rodas, fue usada por los emperadores romanos como parte del culto al Sol Invictus antes de la conversión del Imperio Romano a Cristiandad. Luciano, alrededor del año 180 d. C., se refirió a ella como "la corona tachonada de rayos de sol".
Los emperadores romanos aparecen frecuentemente figurados en las monedas llevando corona triunfal y, a veces, corona radiante. Después de Constantino I, y en el Imperio bizantino, suelen llevar diadema decorada con piedras preciosas pero algunos de estos últimos adoptan también la tiara persa modificada.
En la tradición cristiana de las culturas europeas, donde la sanción eclesiástica autentifica el poder monárquico cuando un nuevo monarca asciende al trono, una autoridad religiosa coloca la corona en la cabeza del nuevo monarca en una ceremonia de coronación. Algunos de los primeros emperadores del Sacro Imperio Romano Germánico, aunque no todos, viajaron a Roma en algún momento de sus carreras para ser coronados por el Papa. Napoleón, según la leyenda, sorprendió a Pío VII cuando extendió la mano y se coronó, aunque en realidad este orden de ceremonia había sido preestablecido.
Hoy en día, sólo la monarquía británica y la monarquía de Tonga, con sus monarcas ungidos y coronados, continúan esta tradición, aunque muchas monarquías conservan una corona como símbolo nacional. Las Joyas de la Corona Francesa se vendieron en 1885 por orden de la Tercera República Francesa, con sólo un número simbólico, sus piedras preciosas reemplazadas por vidrio, conservadas por razones históricas y expuestas en el Museo del Louvre. Las Joyas de la Corona española fueron destruidas en un gran incendio en el siglo XVIII, mientras que las llamadas "Joyas de la Corona Irlandesa" (en realidad, simplemente la insignia del Soberano Británico de la Muy Ilustre Orden de San Patricio) fueron robadas del Castillo de Dublín en 1907, justo antes de la investidura de Bernard Edward Barnaby FitzPatrick, segundo barón de Castletown.
La corona del rey Jorge XII de Georgia está realizada en oro y decorada con 145 diamantes, 58 rubíes, 24 esmeraldas y 16 amatistas. Tenía la forma de un círculo coronado por adornos y ocho arcos. En la parte superior de la corona descansaba un globo terráqueo coronado por una cruz.

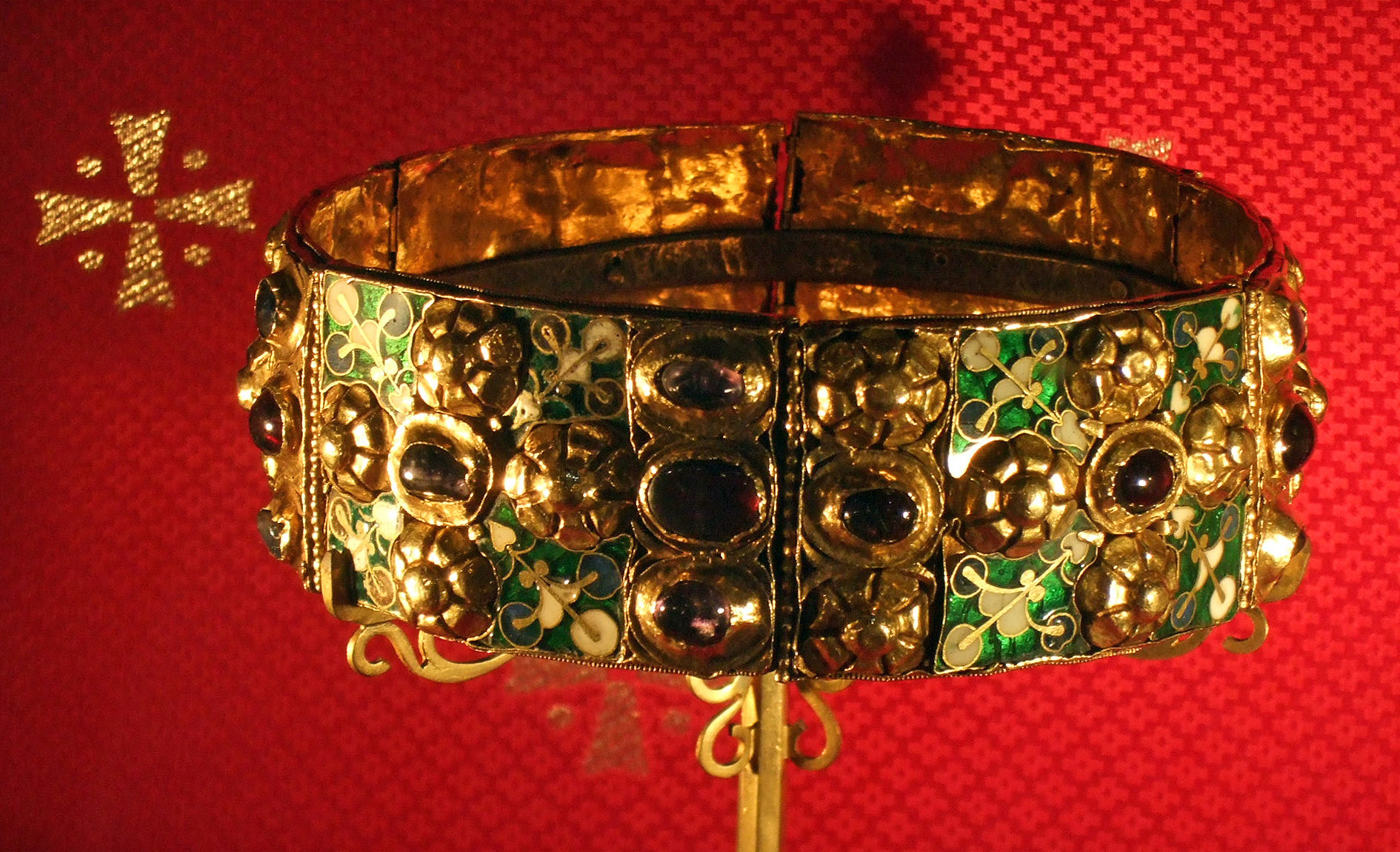
La Corona de Hierro de los lombardos. Hacia 1312.

Los reyes de Occidente, en la Edad Media, gastan coronas en forma de aro cilíndrico de oro, adornado con pedrería y, a veces, con pinjantes; desde el siglo IX al XIII suelen montarse sobre el aro unos florones o puntas con bolas, y desde el XIII se estrecha el aro y se convierten los florones en trifolios, lo cual es muy común en los dos siglos siguientes. Desde el siglo XVI se fija la distinción entre coronas de reyes, príncipes y nobles. La corona europea más antigua todavía existente es la Corona de Hierro del siglo VII.
Durante toda la Edad Media, las coronas heráldicas, muy variadas, se consideraron un simple elemento decorativo. Durante el siglo XIV aún adornaban a menudo el casco y no tenían carácter nobiliario. Las primeras coronas de los reyes de Francia se derivaron de estas. En el siglo XV apareció la costumbre de cerrar las coronas con arcos, pero no fue apenas en los siglos XVII y XVIII cuando los autores heráldicos comenzaron a codificar las coronas nobiliarias, cuya jerarquía y aspecto variaban de un país a otro. Algunas coronas honoríficas se podían colocar sobre el casco o remate del escudo. Por ejemplo, la circunferencia de la corona de vallas es un vallado de estacas, mientras que la corona mural, que data de Napoleón I, representa ciudades, reminiscencia de la Antigüedad. Según la importancia de la ciudad, tiene tres, cuatro o cinco torres. La heráldica urbana contemporánea utiliza la corona naval y la de aviación para timbrar los escudos de armas de las ciudades dotadas de aeropuerto o puerto naval.
Los tocados especiales para designar gobernantes se remontan a la prehistoria y se encuentran en muchas civilizaciones distintas de todo el mundo. Por lo general, se incorporan materiales raros y preciosos a la corona, pero eso sólo es esencial para el concepto de joyas de la corona. El oro y las joyas preciosas son habituales en las coronas occidentales y orientales. En las civilizaciones nativas americanas del Nuevo Mundo precolombino, plumas raras, como la del quetzal, a menudo adornaban coronas; lo mismo ocurre en la Polinesia (por ejemplo, Hawái).
Las ceremonias de coronación a menudo se combinan con otros rituales, como la entronización (el trono es tanto un símbolo de la monarquía como la corona) y la unción (nuevamente, una sanción religiosa, el único acto definitorio en la tradición bíblica de Israel).
En otras culturas, no se utiliza ninguna corona como equivalente a la coronación, pero la cabeza aún puede estar adornada simbólicamente; por ejemplo, con un tilaka real en la tradición hindú de la India.

## Características y funciones de la corona
La corona es un tocado generalmente circular, que puede estar o bien abierto en la parte superior o cerrado. Con su altura eleva al portador y representa su autoridad. Por ello, la corona es un atributo típico de deidades, sacerdotes, soberanos (en sistemas monárquicos), magistrados supremos (en algunos sistemas republicanos) y todo aquel que destaque por méritos militares, políticos y civiles. Por extensión, el término indica a menudo el cargo mismo del cual estos sujetos son responsables. Es decir, cuando se habla de corona, es común que no se haga referencia al tocado, sino al reino y al poder que representa, de manera similar a lo que sucede con el trono y el cetro.

## Elaboración y materiales
Para decorar las coronas, los orfebres utilizaban las piedras preciosas más valiosas y de mayor tamaño de las que disponía el cliente para representar el rango y prestigio y el correspondiente poder político o militar del propietario. Las piedras individuales en ocasiones tuvieron que venderse después de perder el poder o debido a problemas financieros. Las diferentes épocas históricas a veces tenían diferentes valores, por eso el clavo de hierro en forma de cruz de la llamada Corona de hierro, clavo utilizado en la Crucifixión de Jesús, es el componente más valioso de esta corona, a pesar de las joyas y metales preciosos que contiene.

## Galería

### Europa

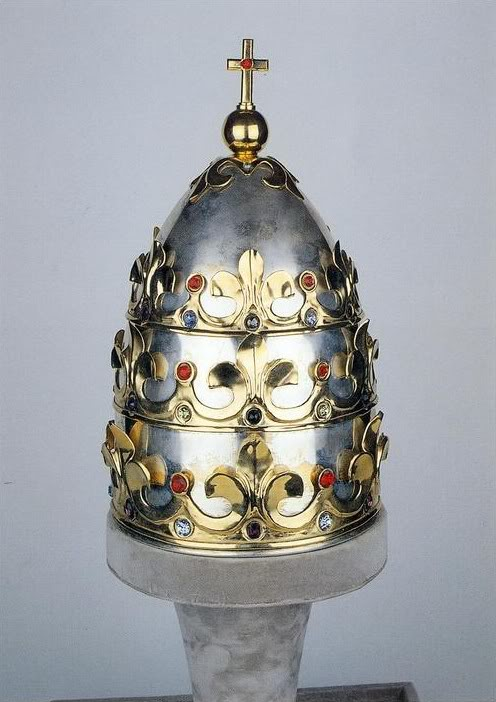
Tiara papal o Triple corona
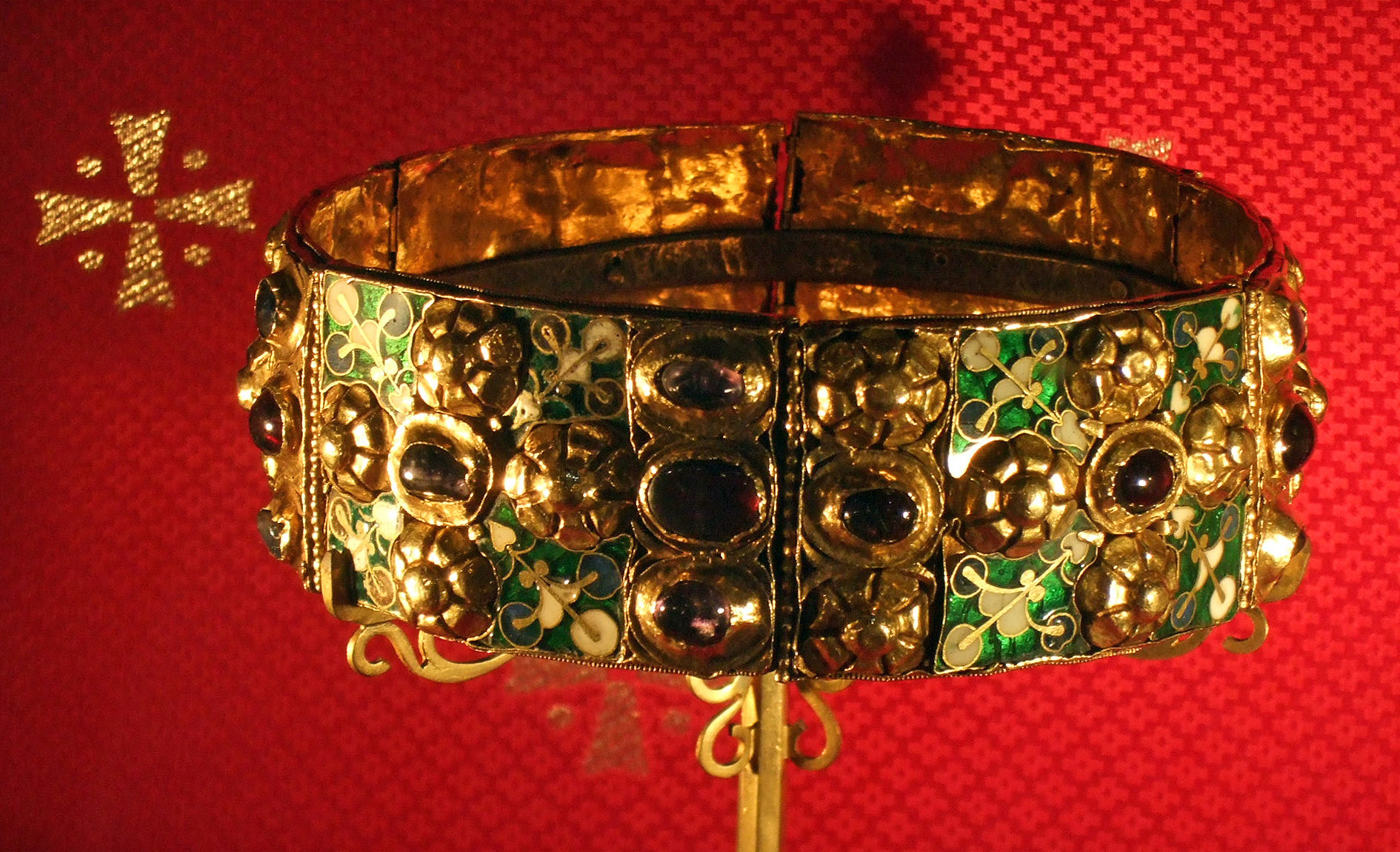
La llamada Corona de Hierro
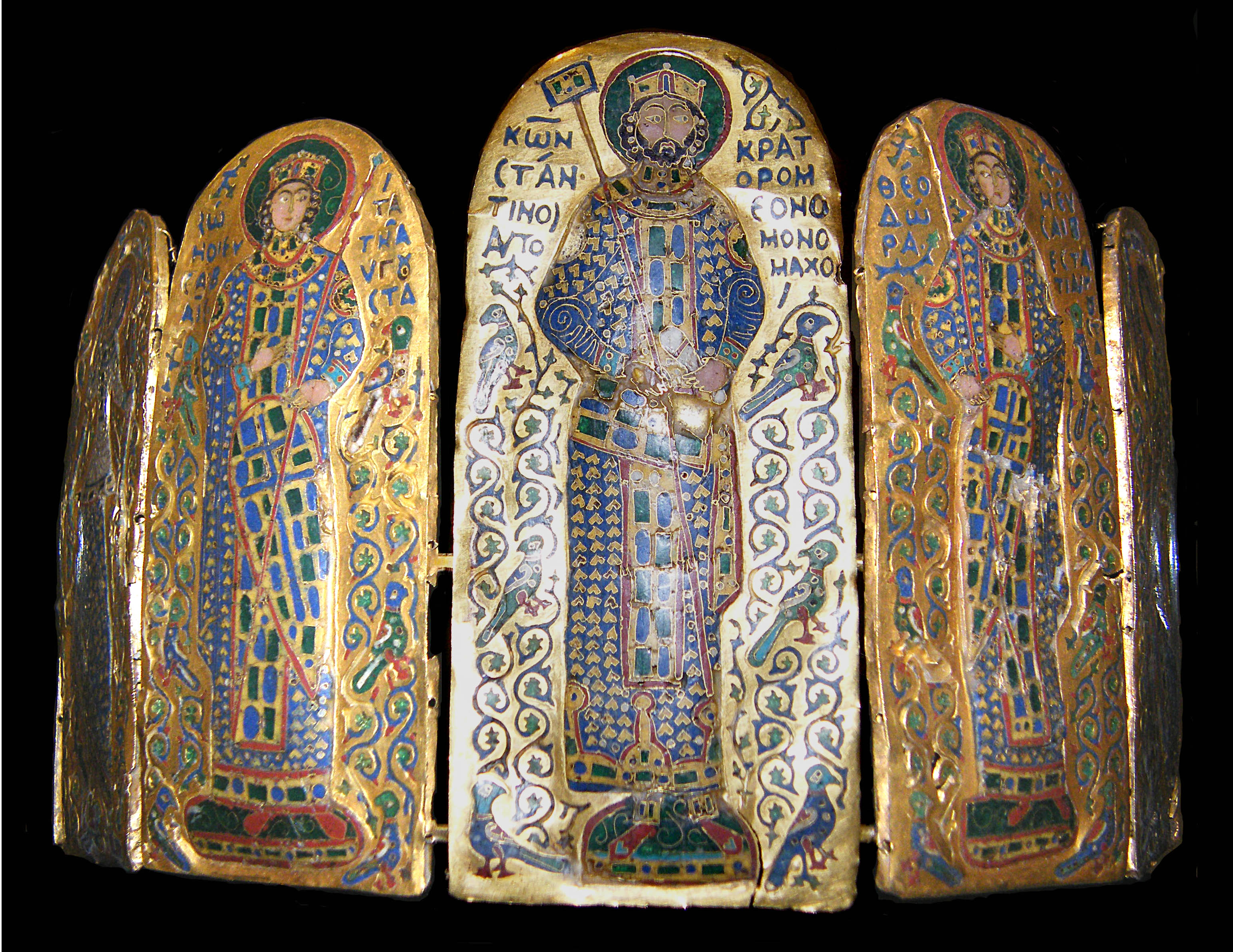
Corona de Constantino IX (Bizancio)
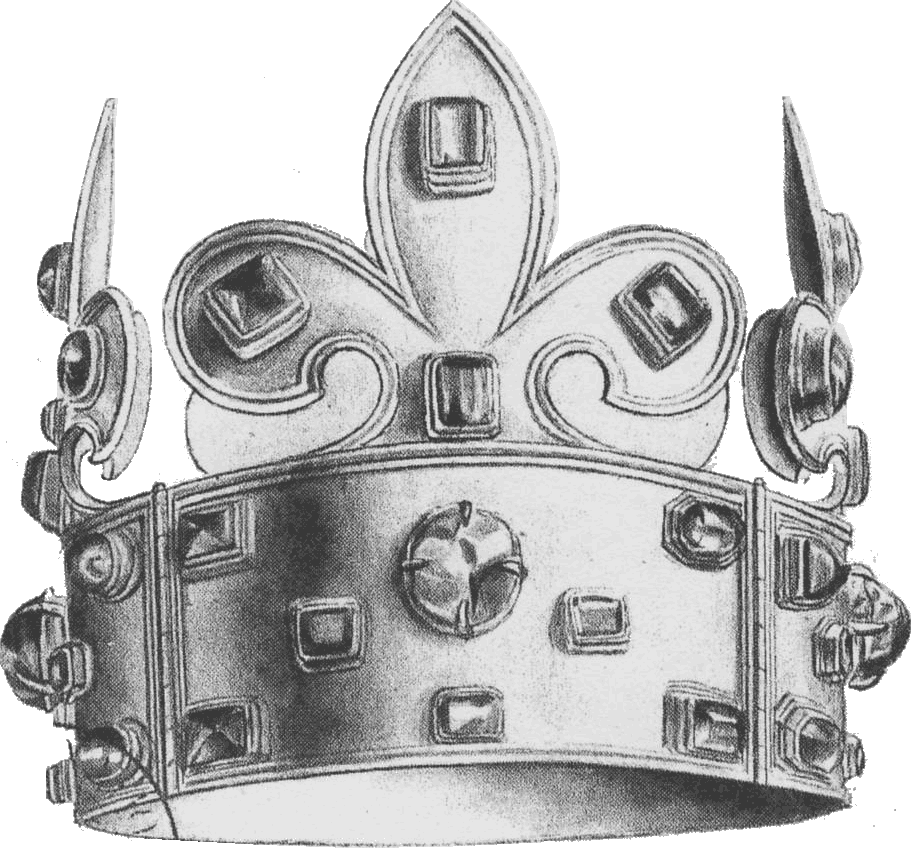
Corona de Carlomagno (Francia) Destruida
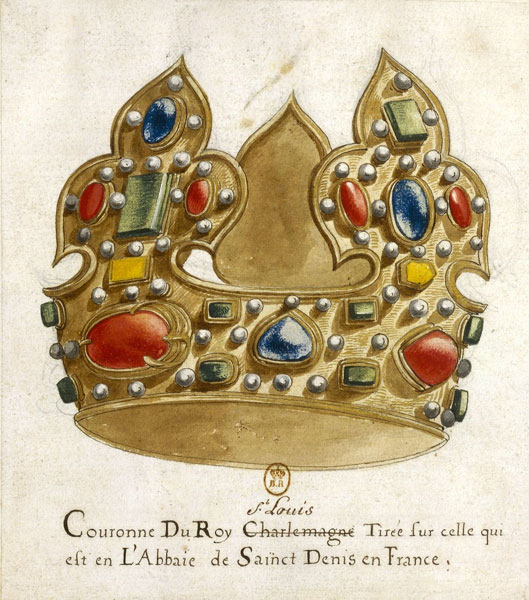
Sainte couronne o Corona de San Luis (Francia) Destruida
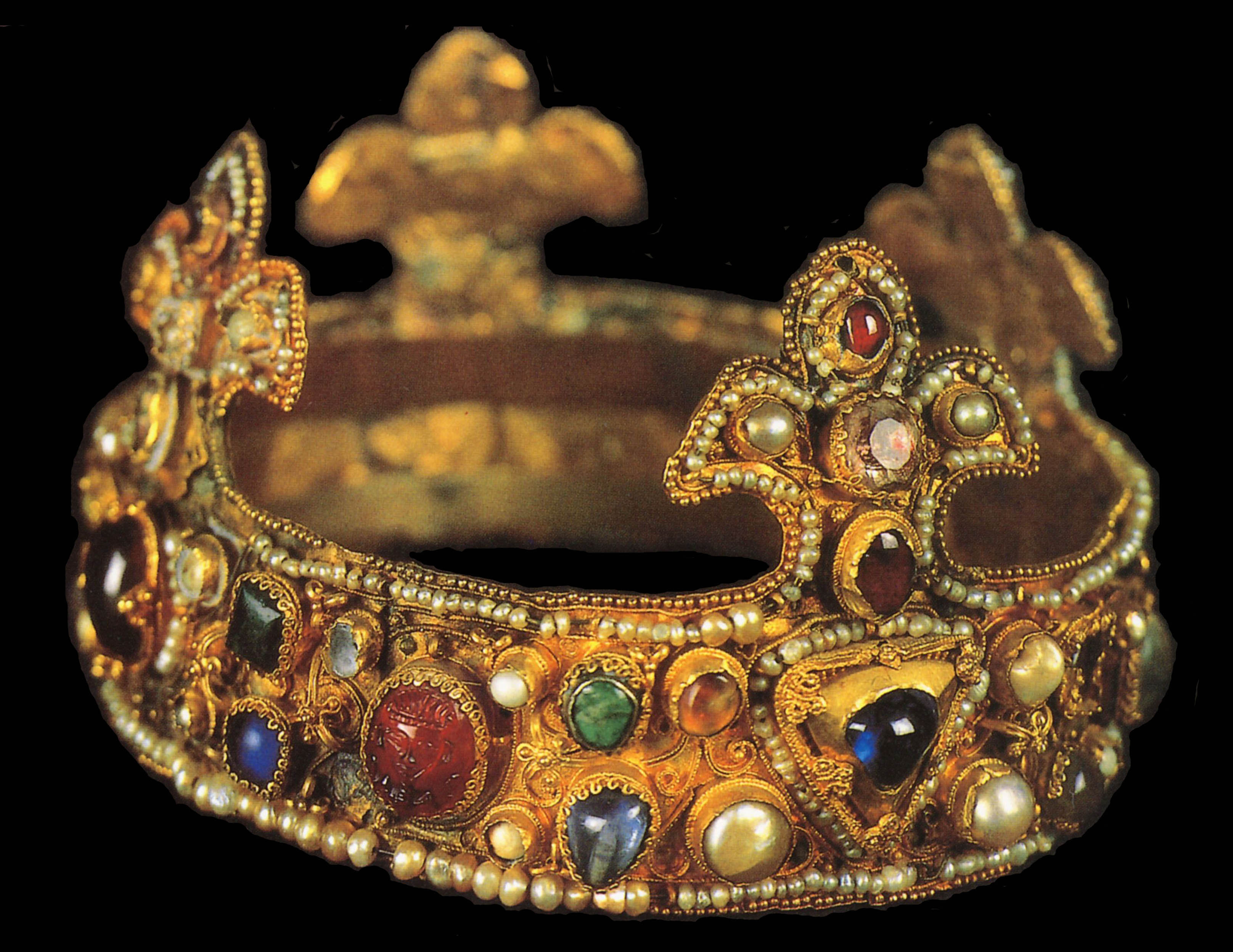
Corona del Tesoro de la Catedral de Essen (s.XI)
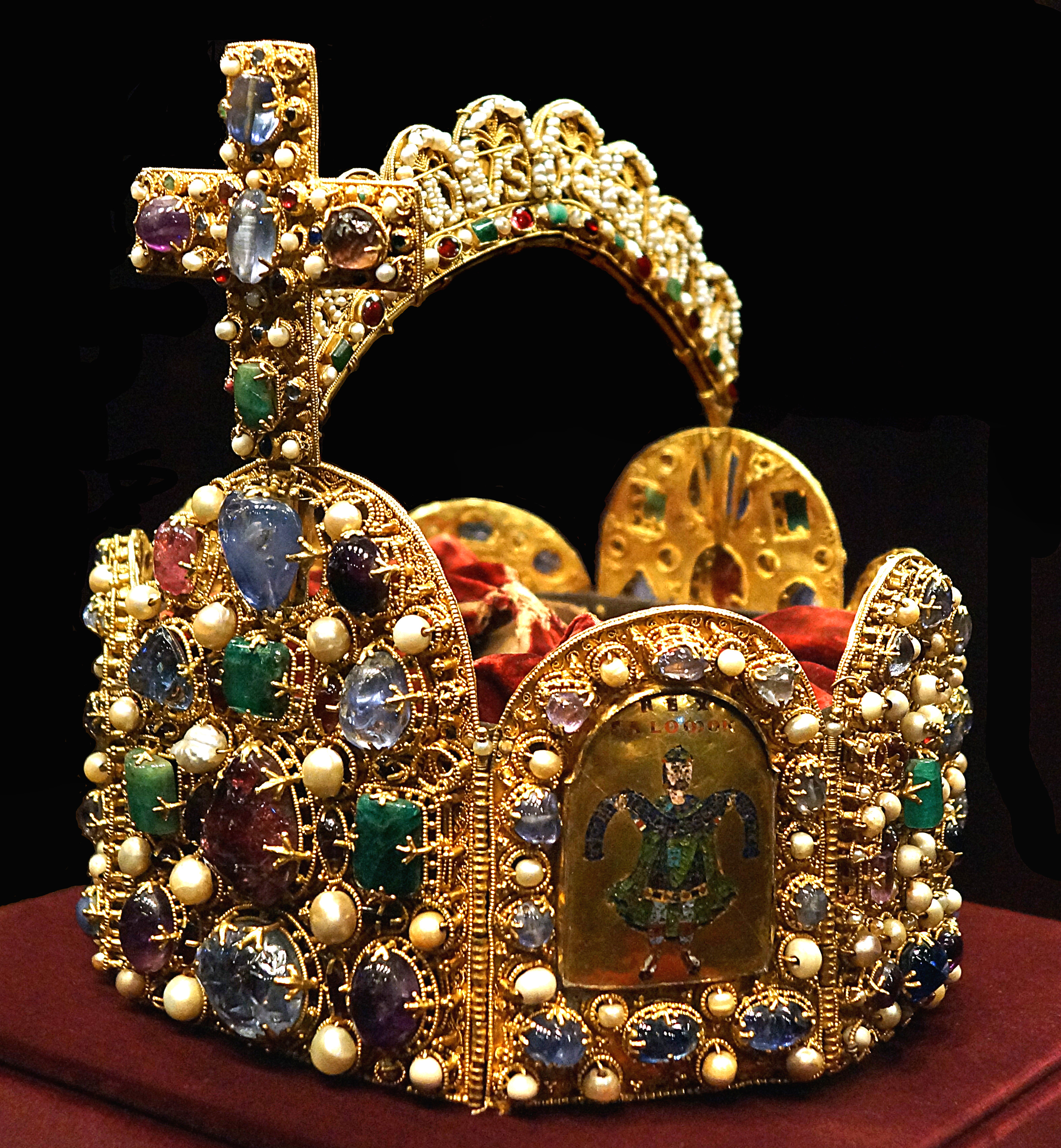
Corona del Sacro Imperio
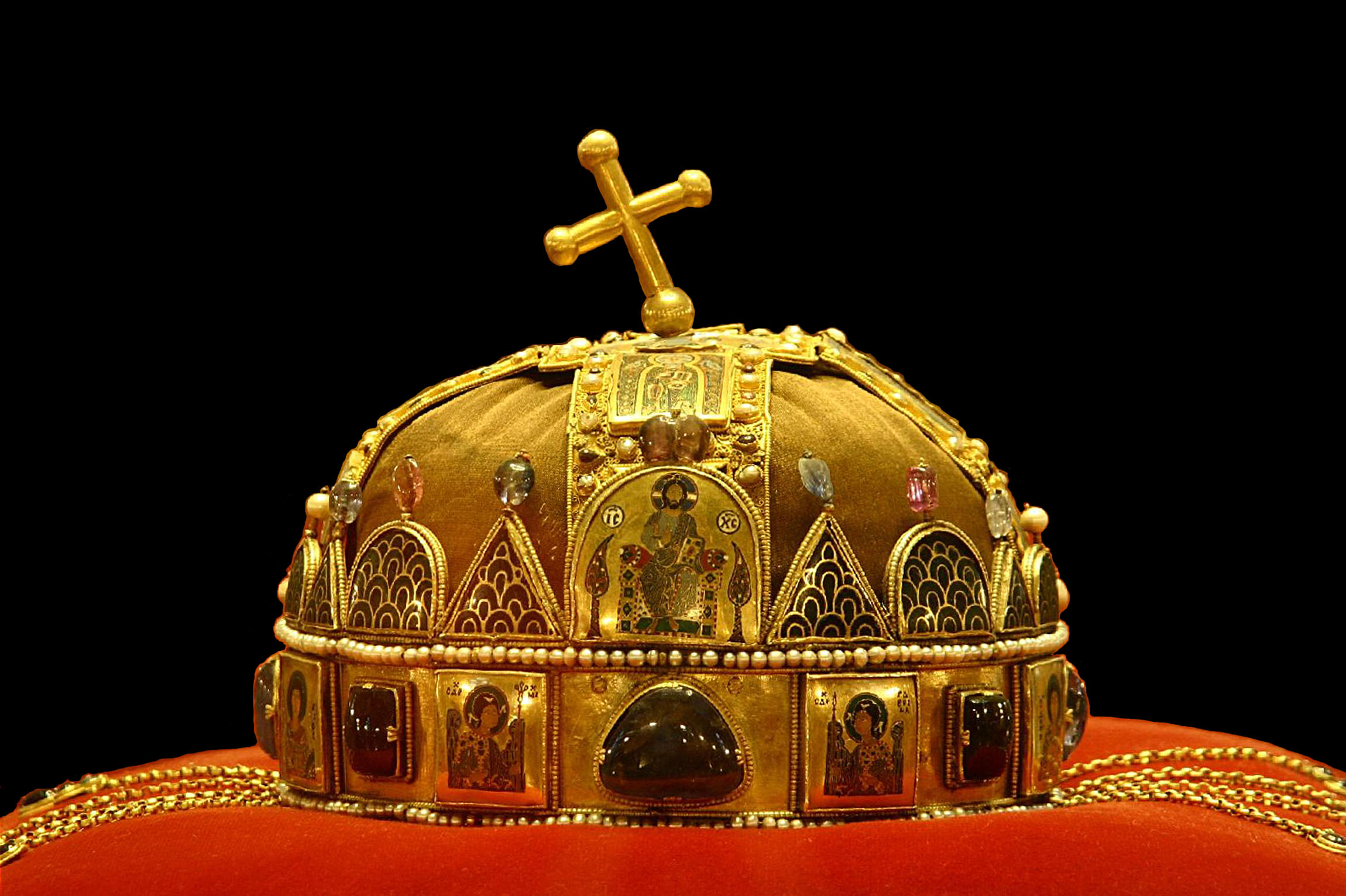
Corona de San Esteban (Hungría)
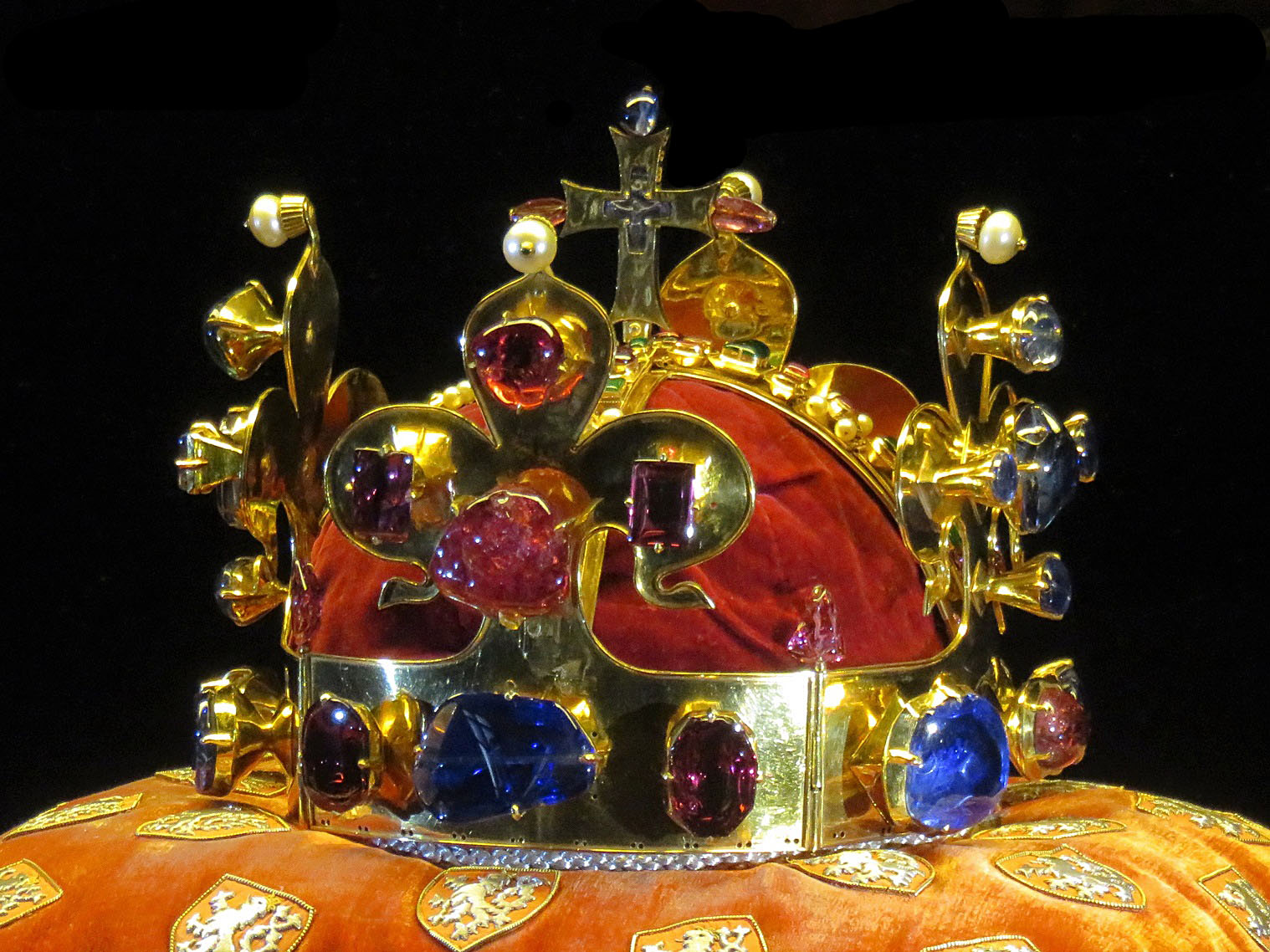
Corona de San Venceslao (Bohemia)
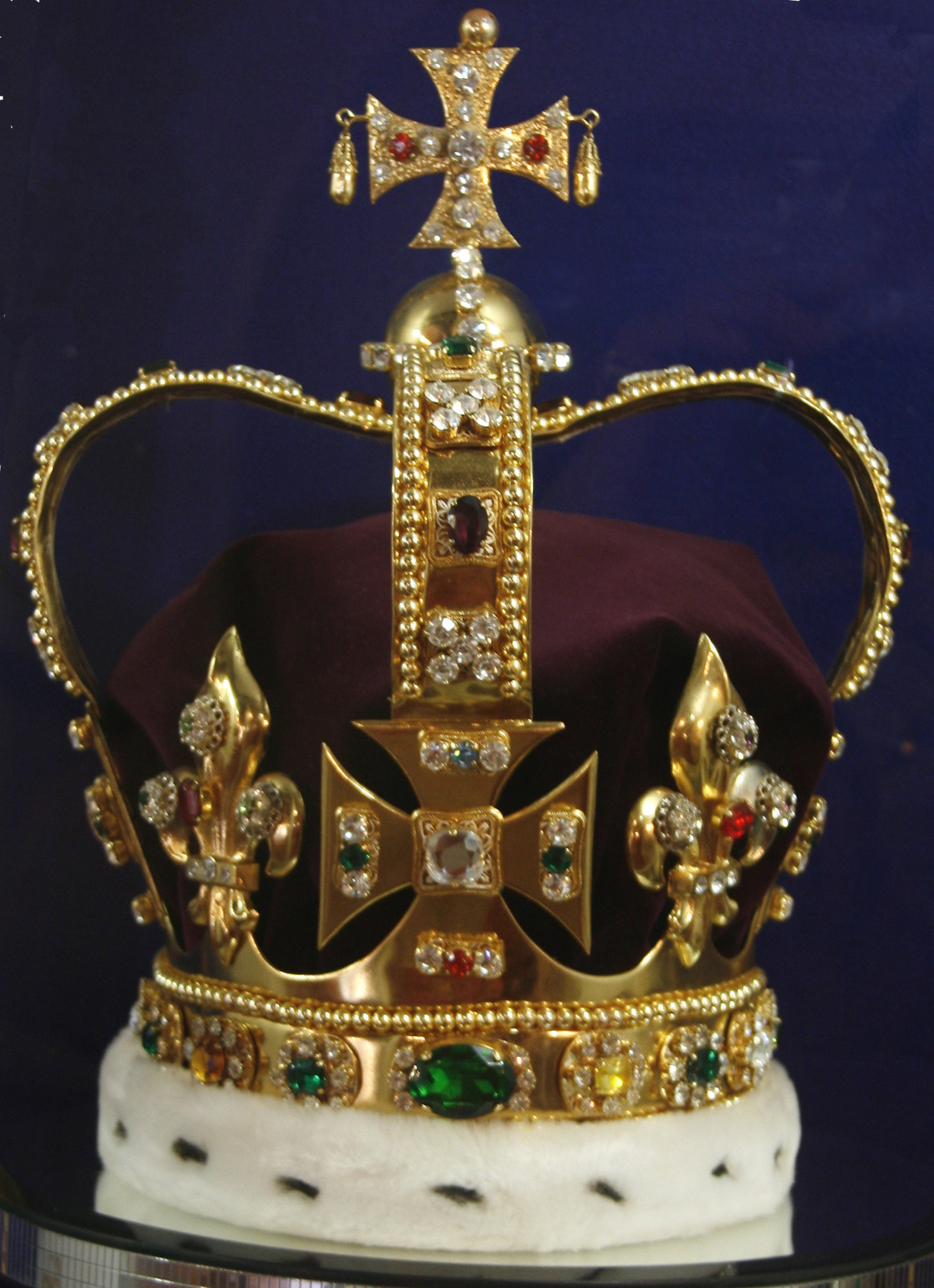
Corona de San Eduardo (Inglaterra/Reino Unido) Réplica
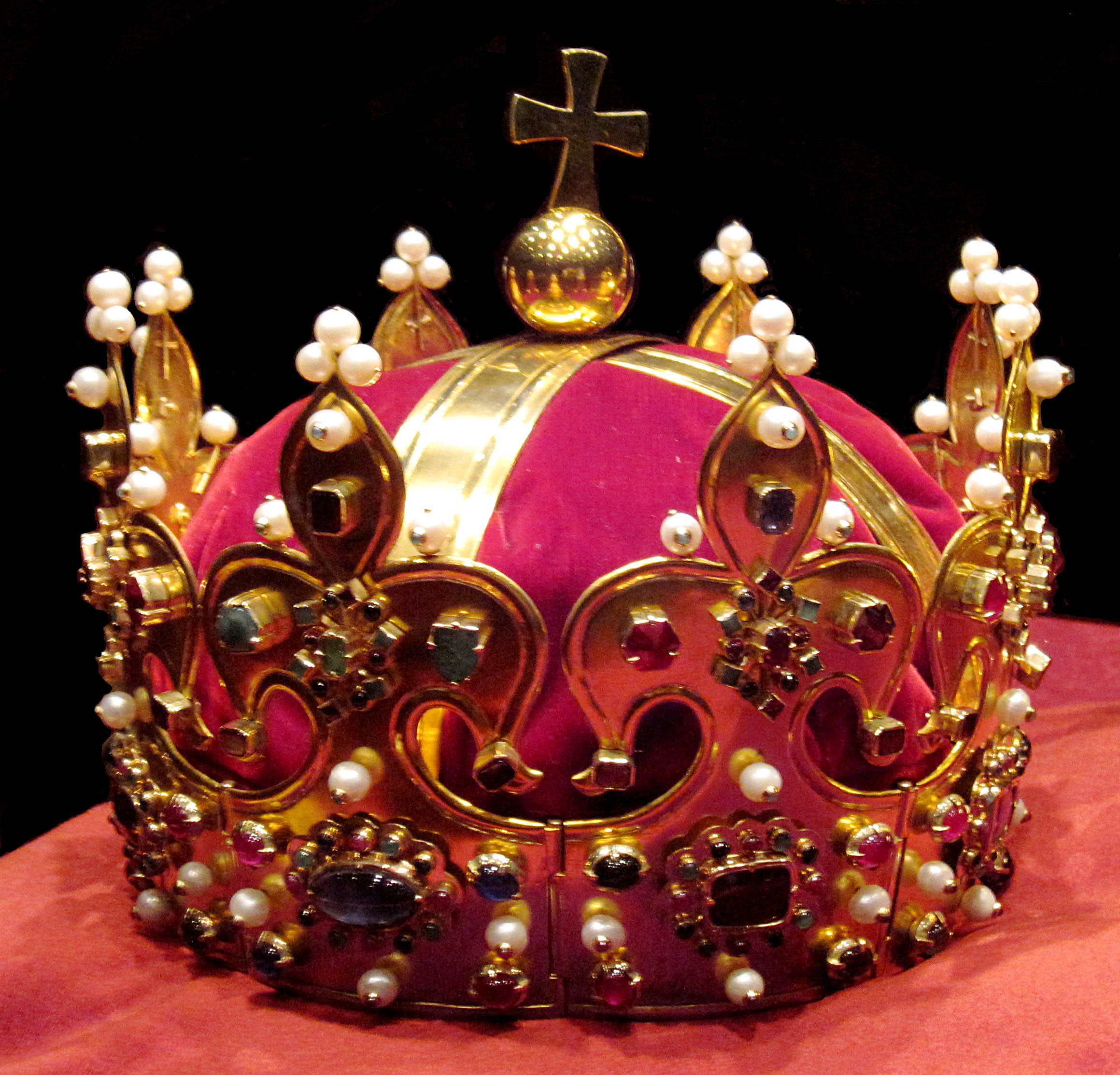
Corona de Boleslao I (Polonia) (s.XIV) Réplica, original desaparecida
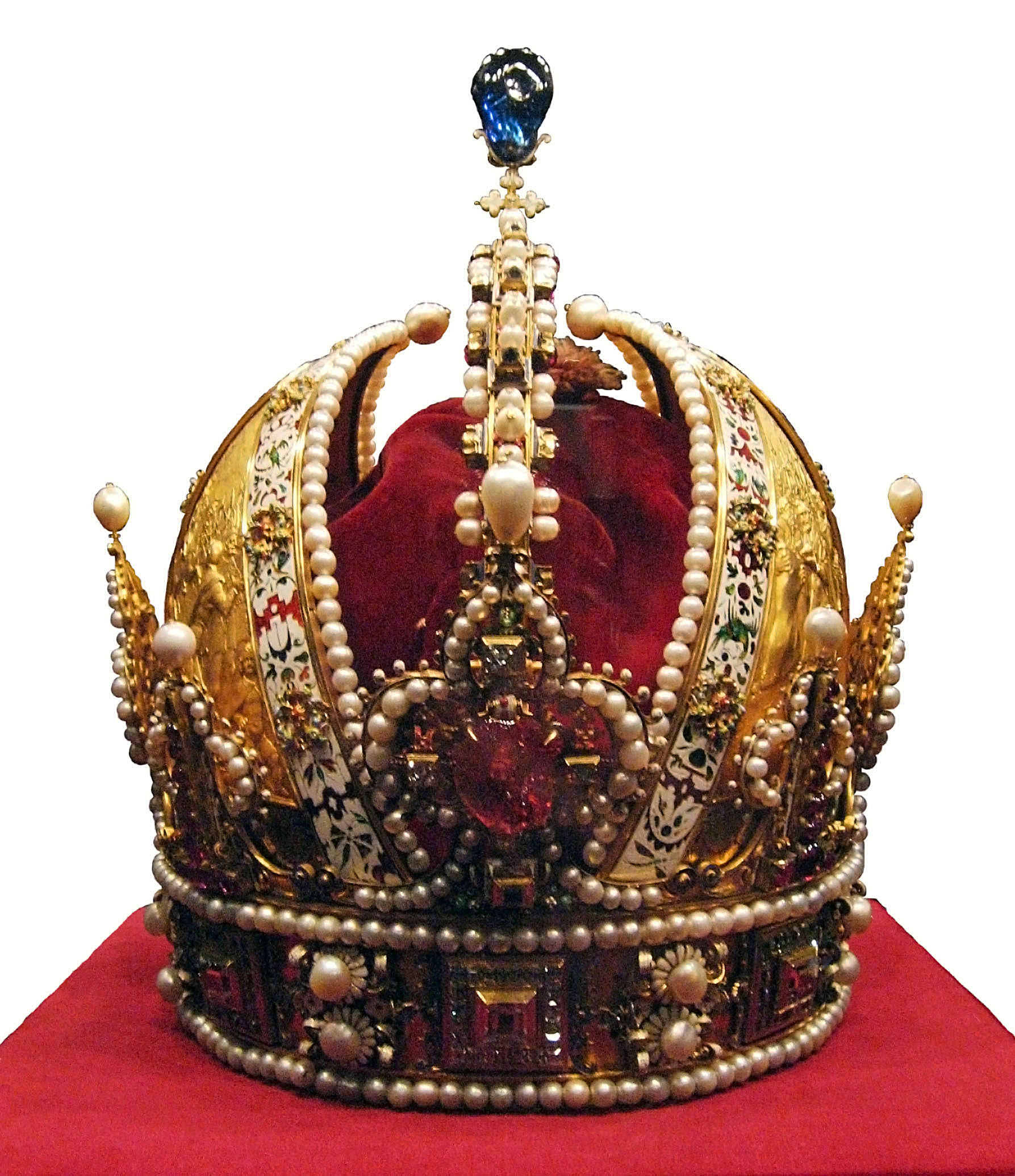
Corona de Rodolfo II (Austria)
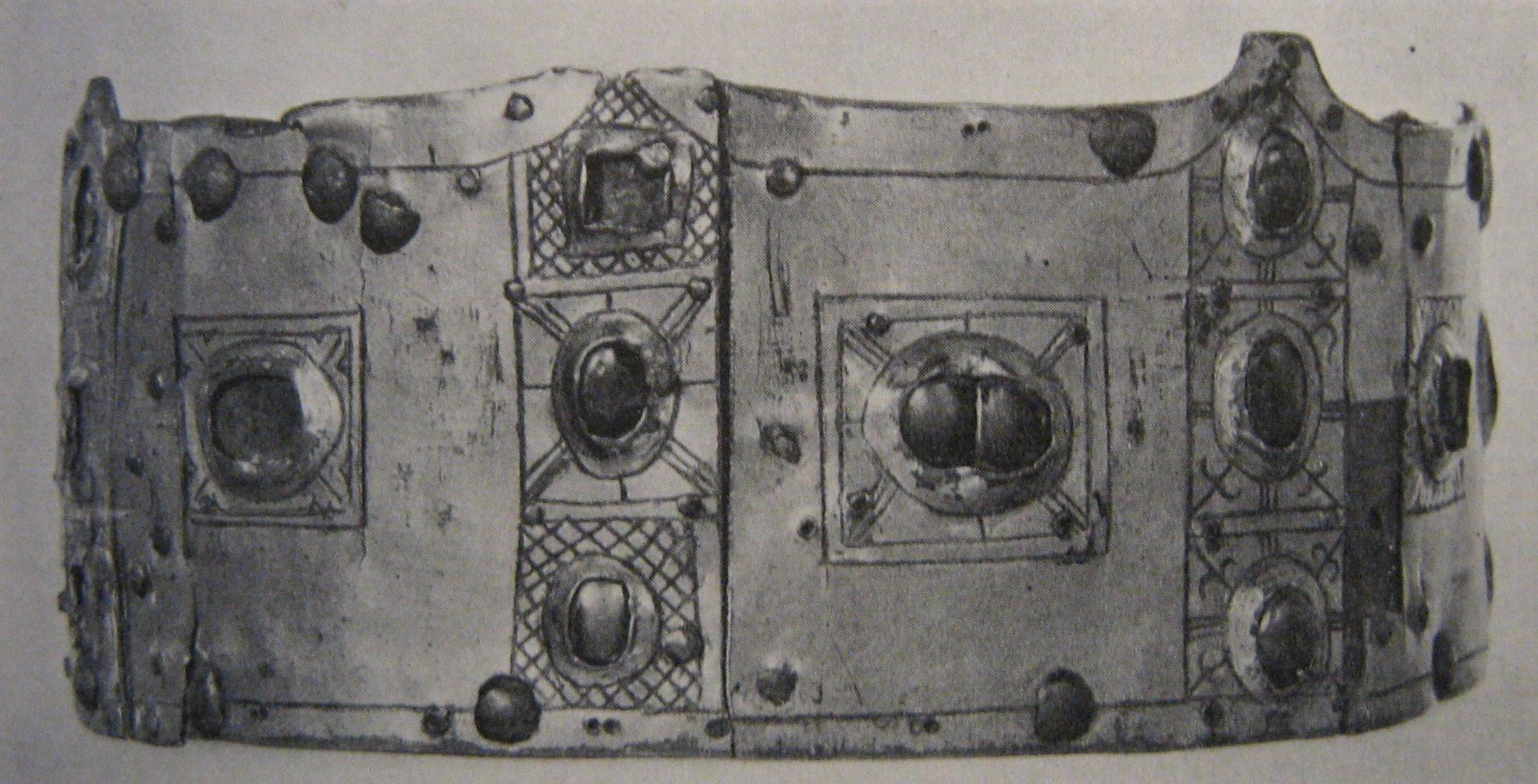
Corona de Erico IX (Suecia)
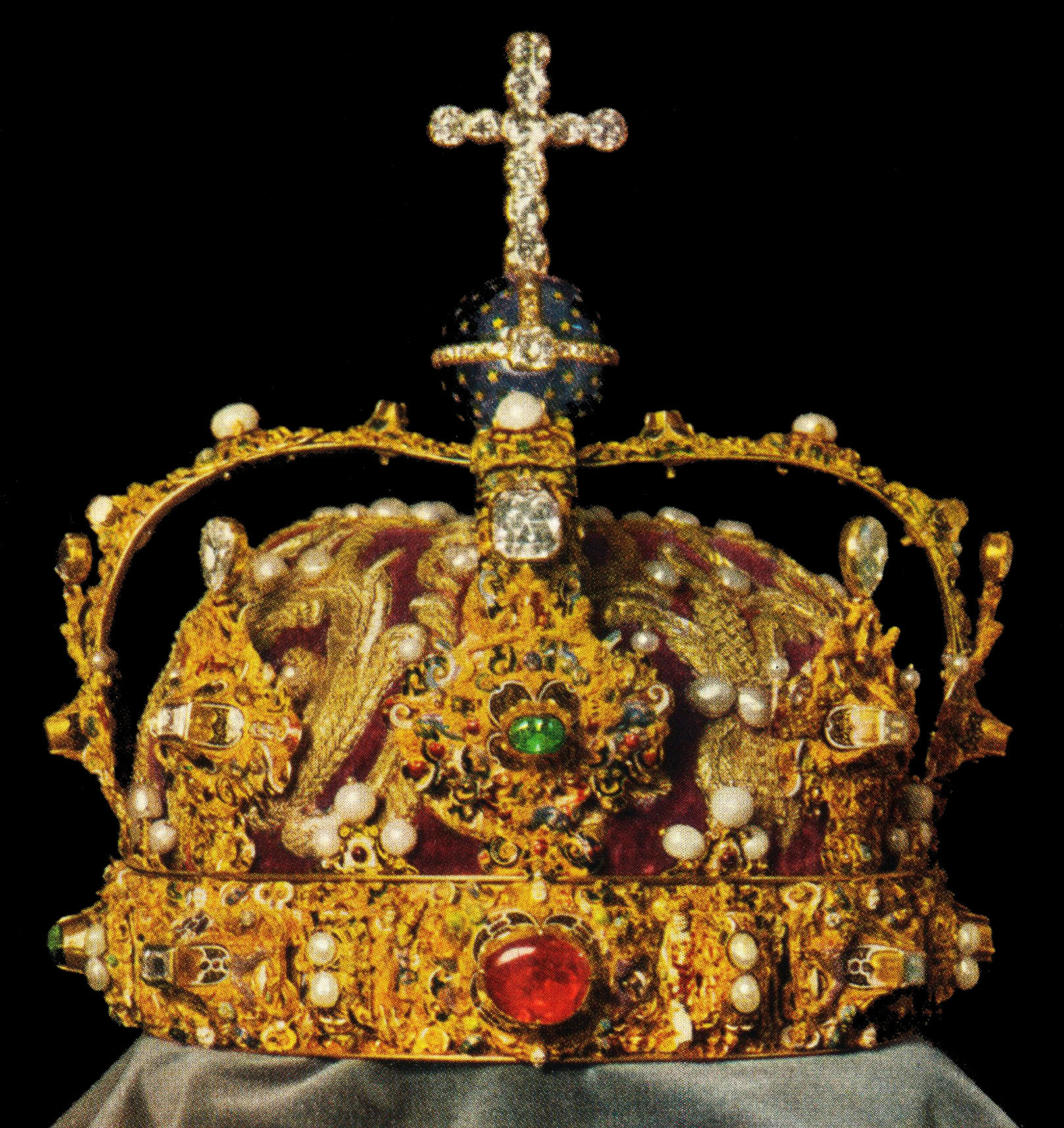
Corona real de Suecia
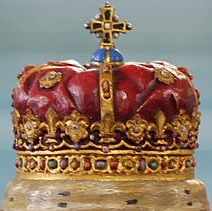
Corona real de Escocia Réplica
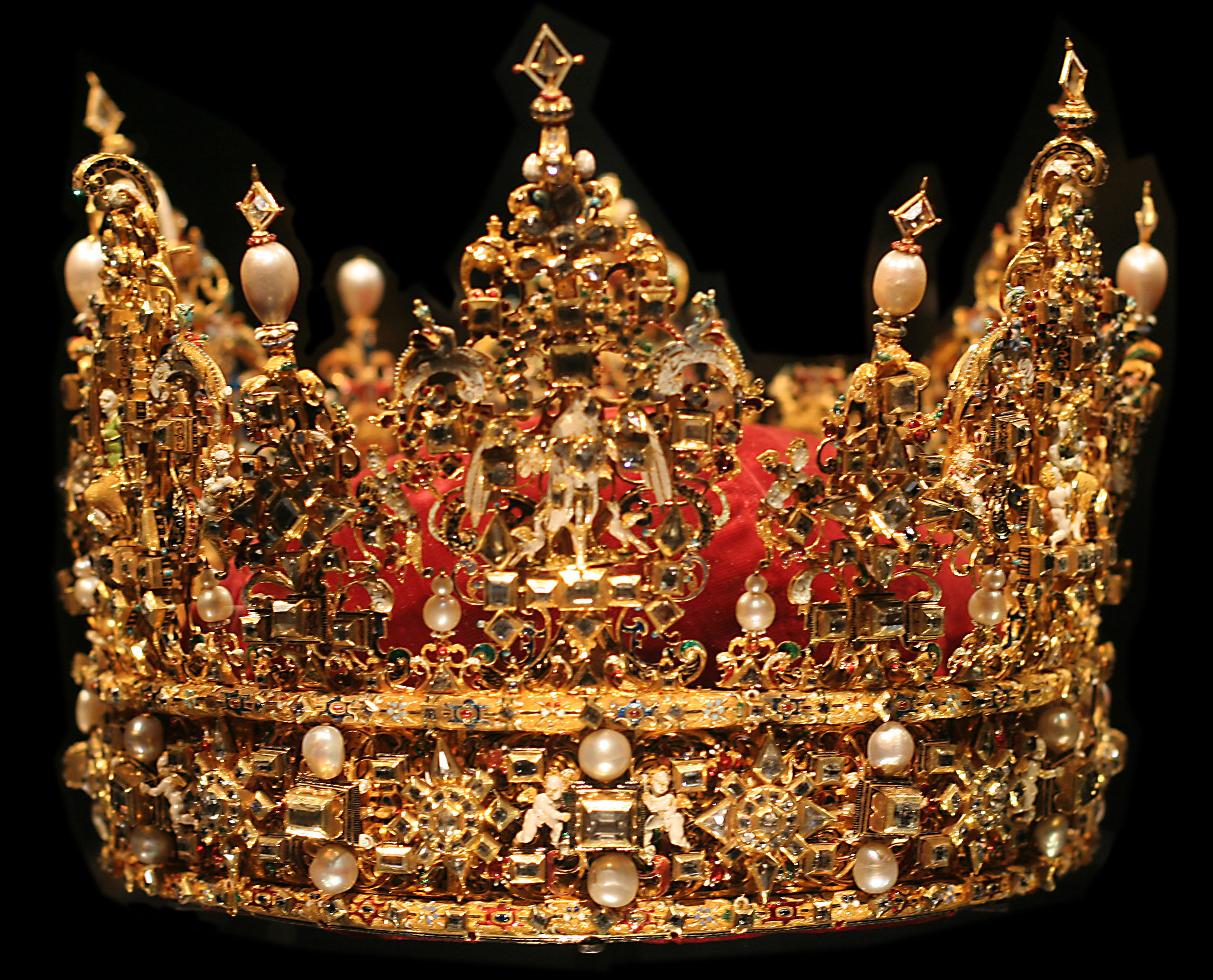
Corona de Cristián IV (Dinamarca)
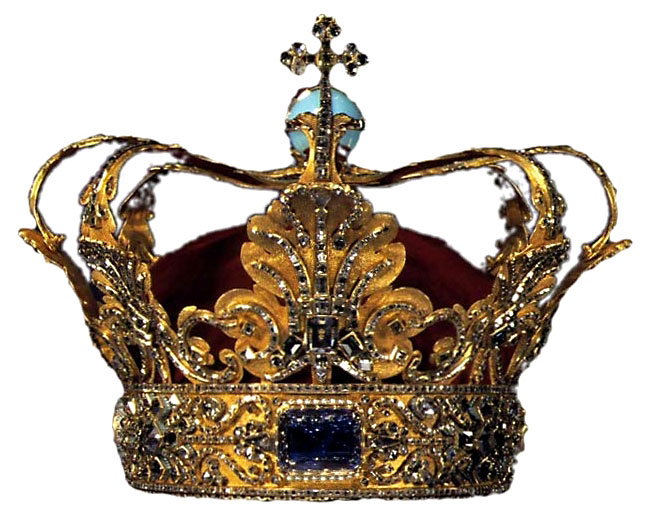
Corona real de Dinamarca
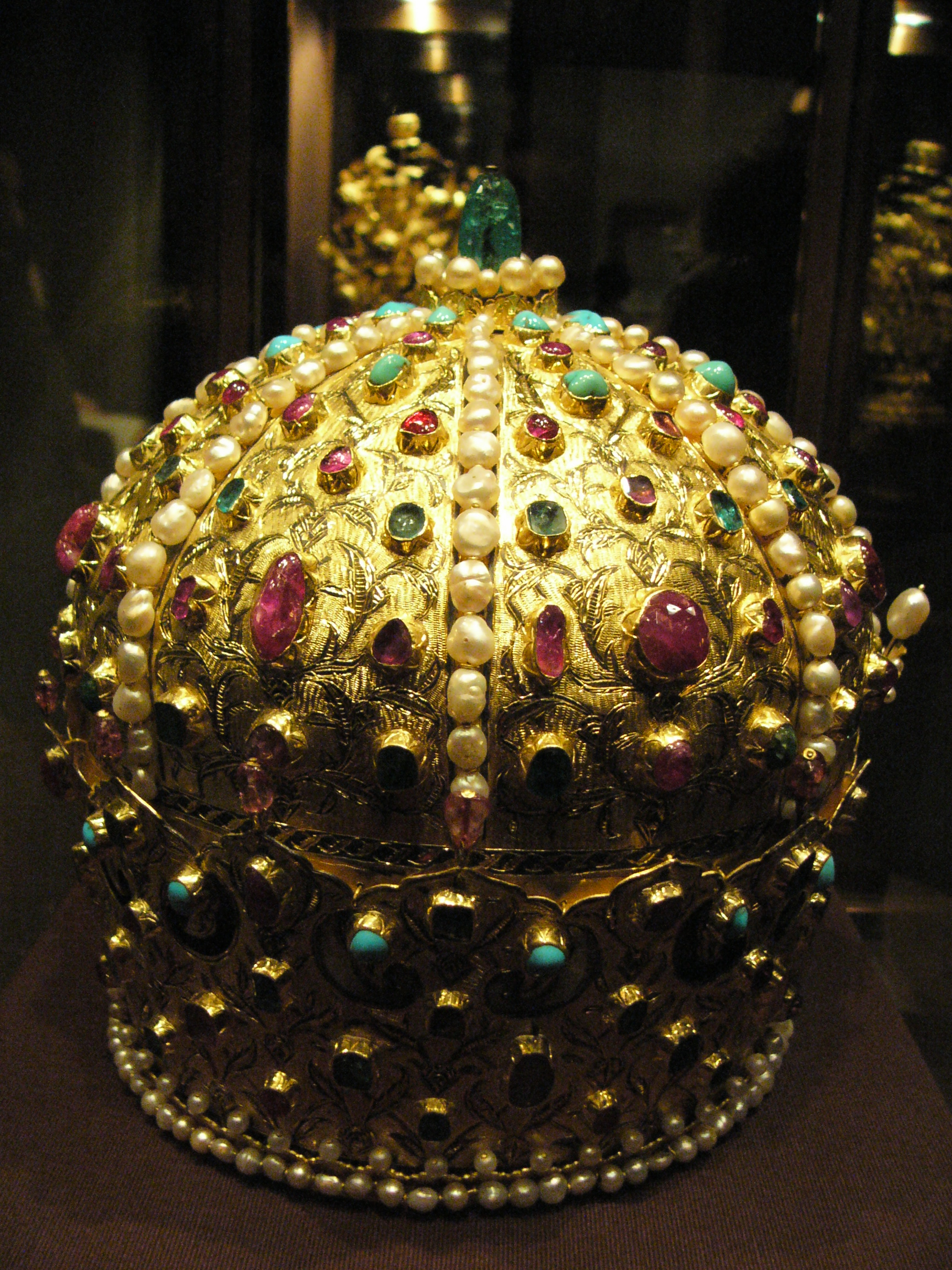
Corona de Esteban Bocksai (Transilvania)
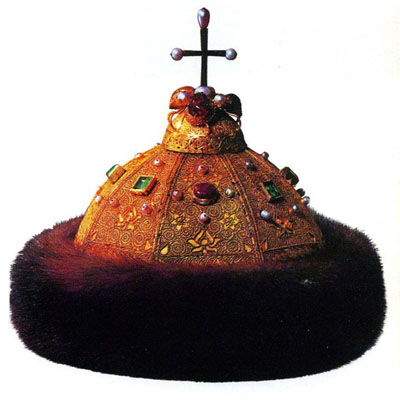
Gorro de Monómaco (Principado de Moscú/Rusia) Réplica
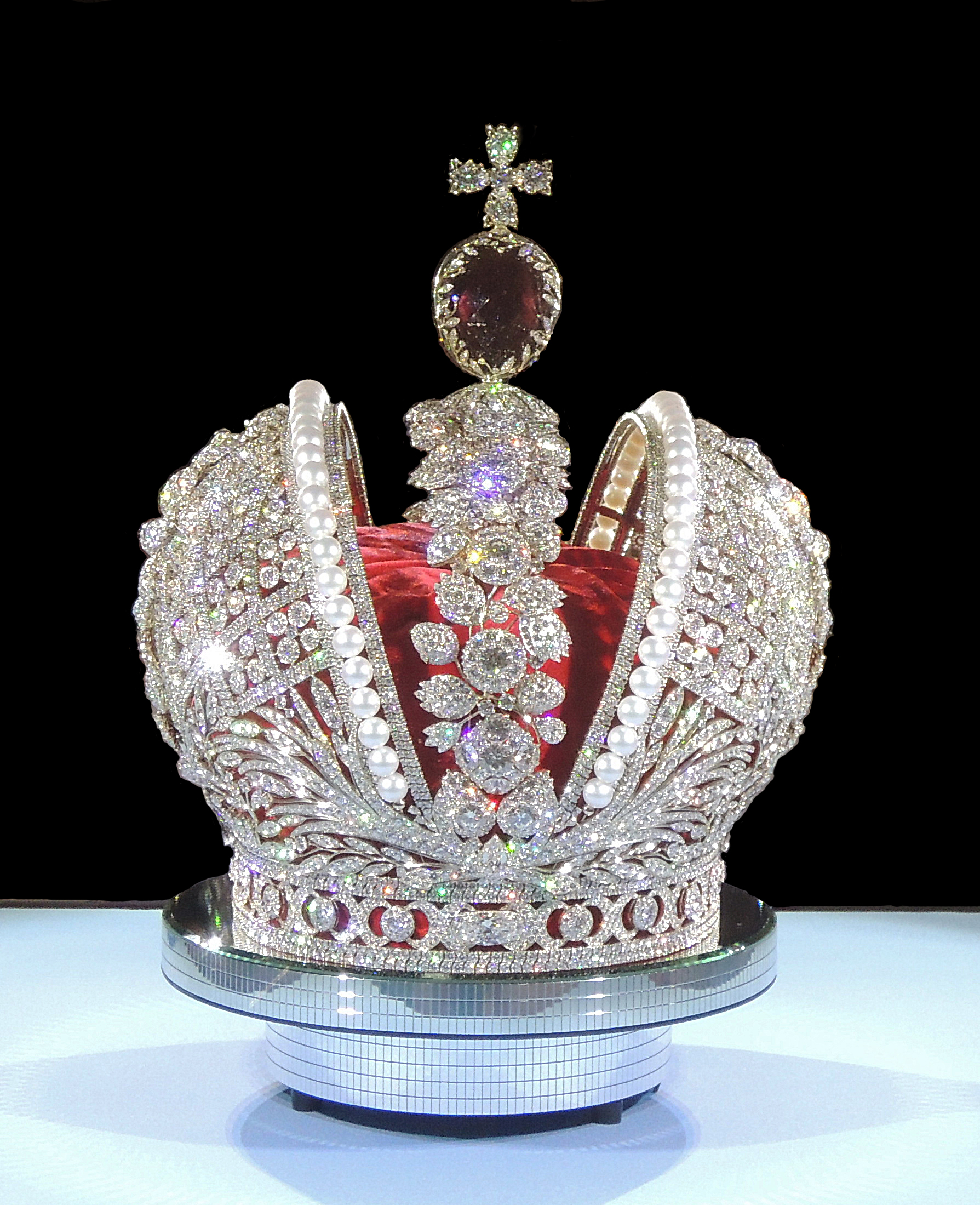
Gran Corona Imperial (Rusia) Réplica
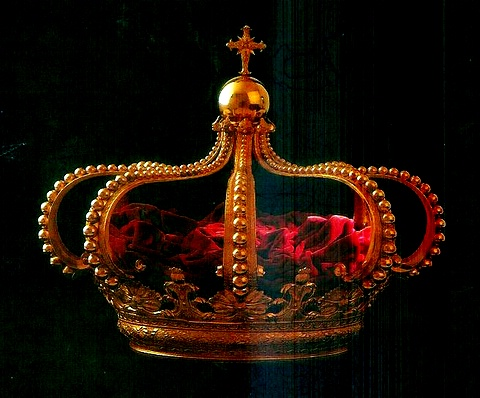
Corona real de Portugal
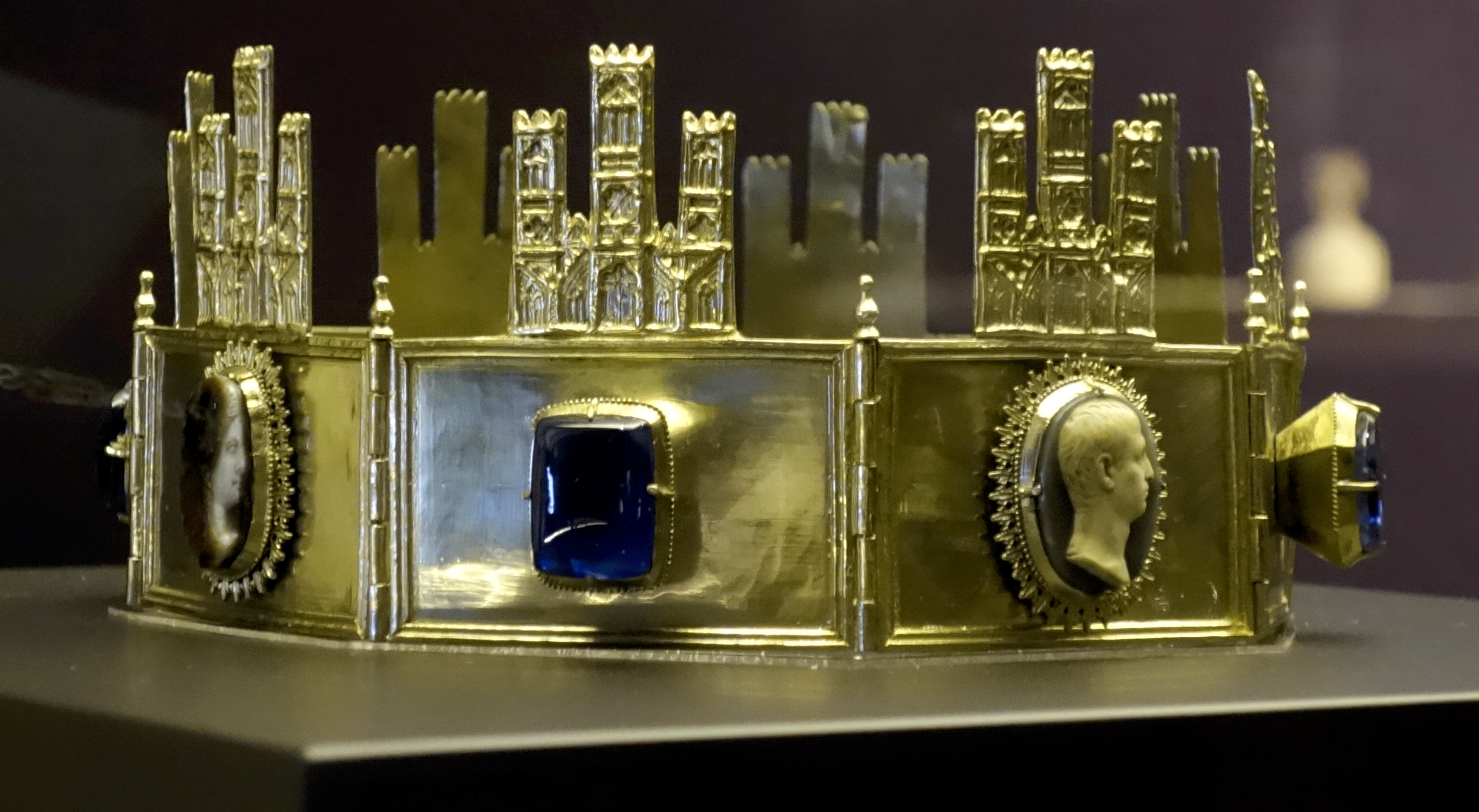
Corona de Sancho IV de Castilla
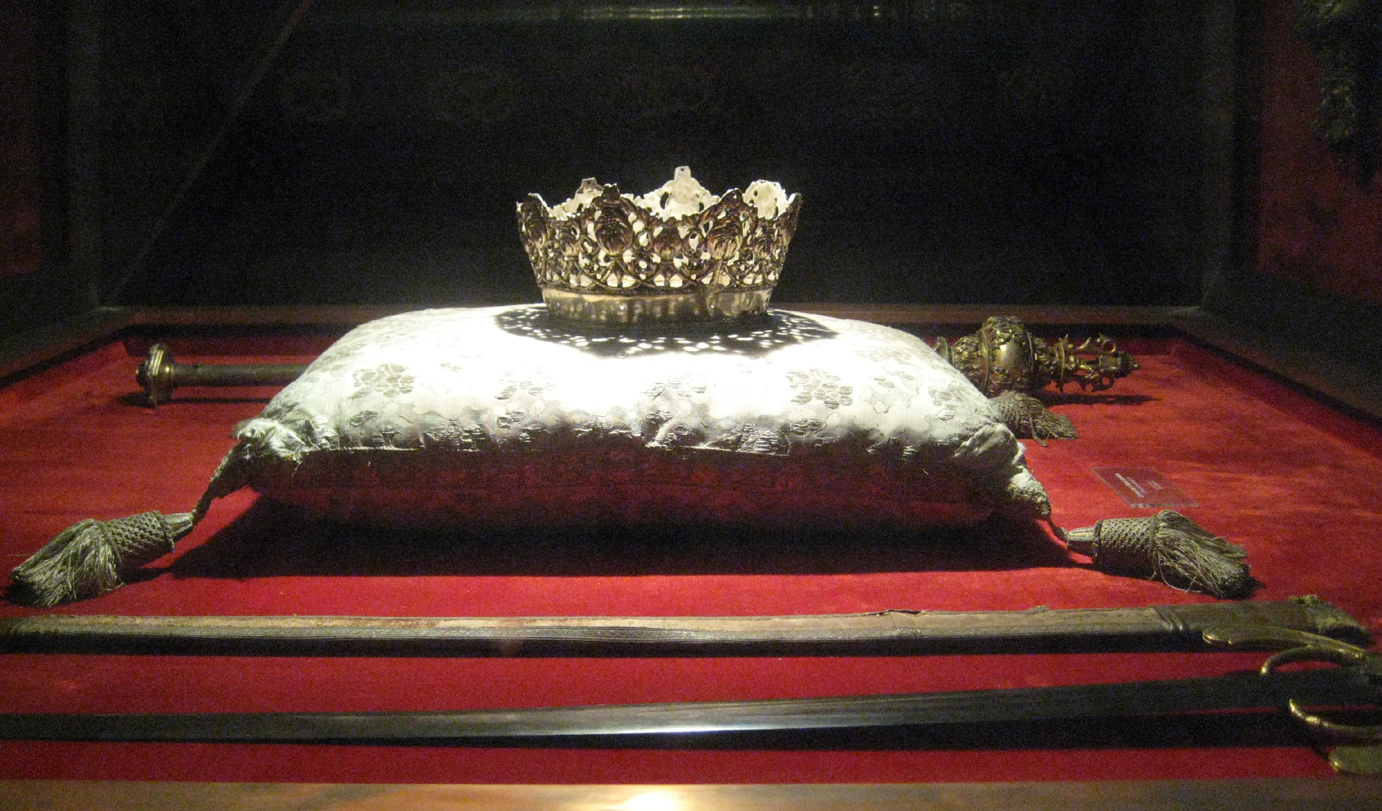
Corona de Isabel la Católica (Castilla)
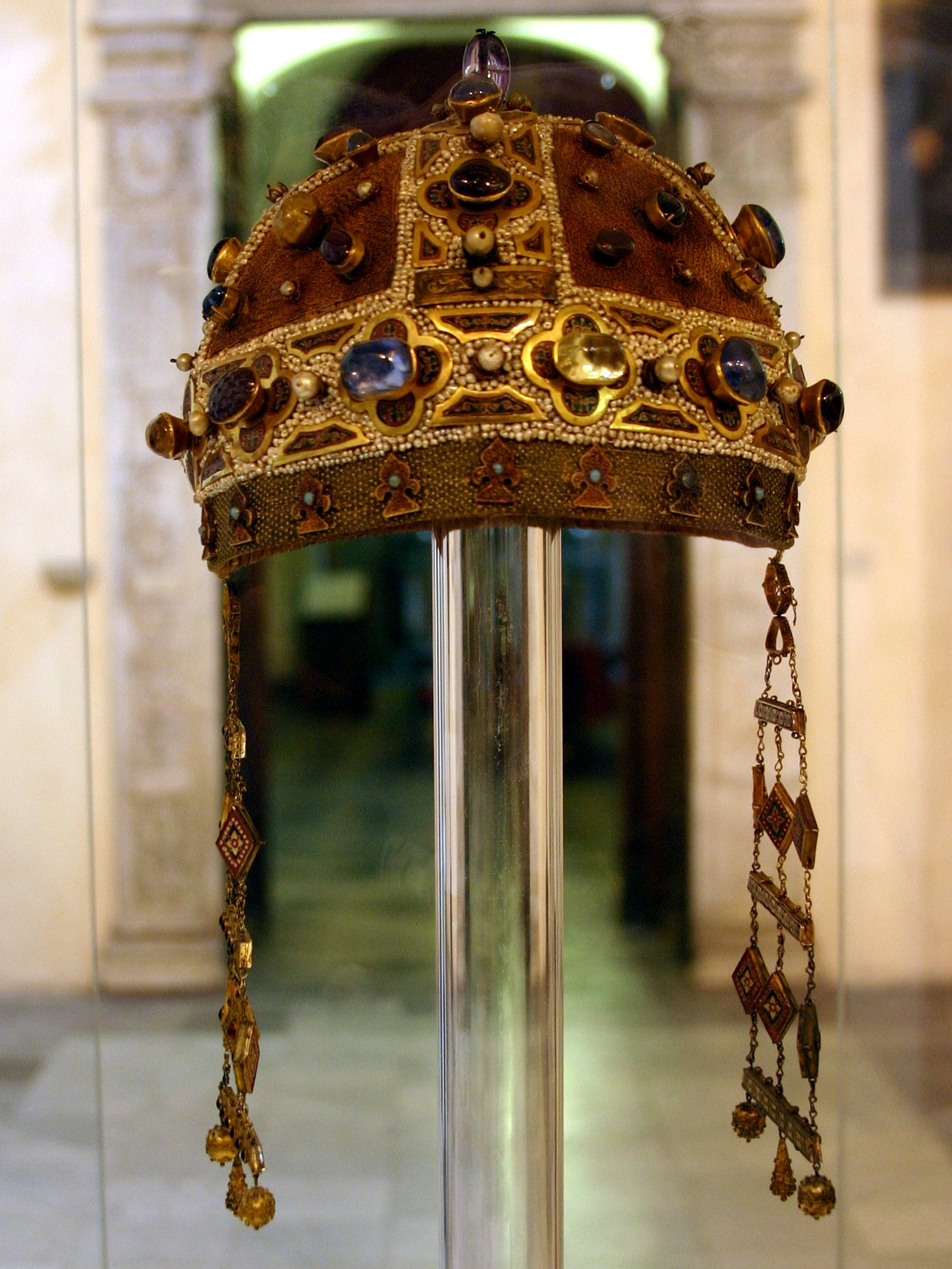
Corona de Constanza de Aragón (1179-1222)
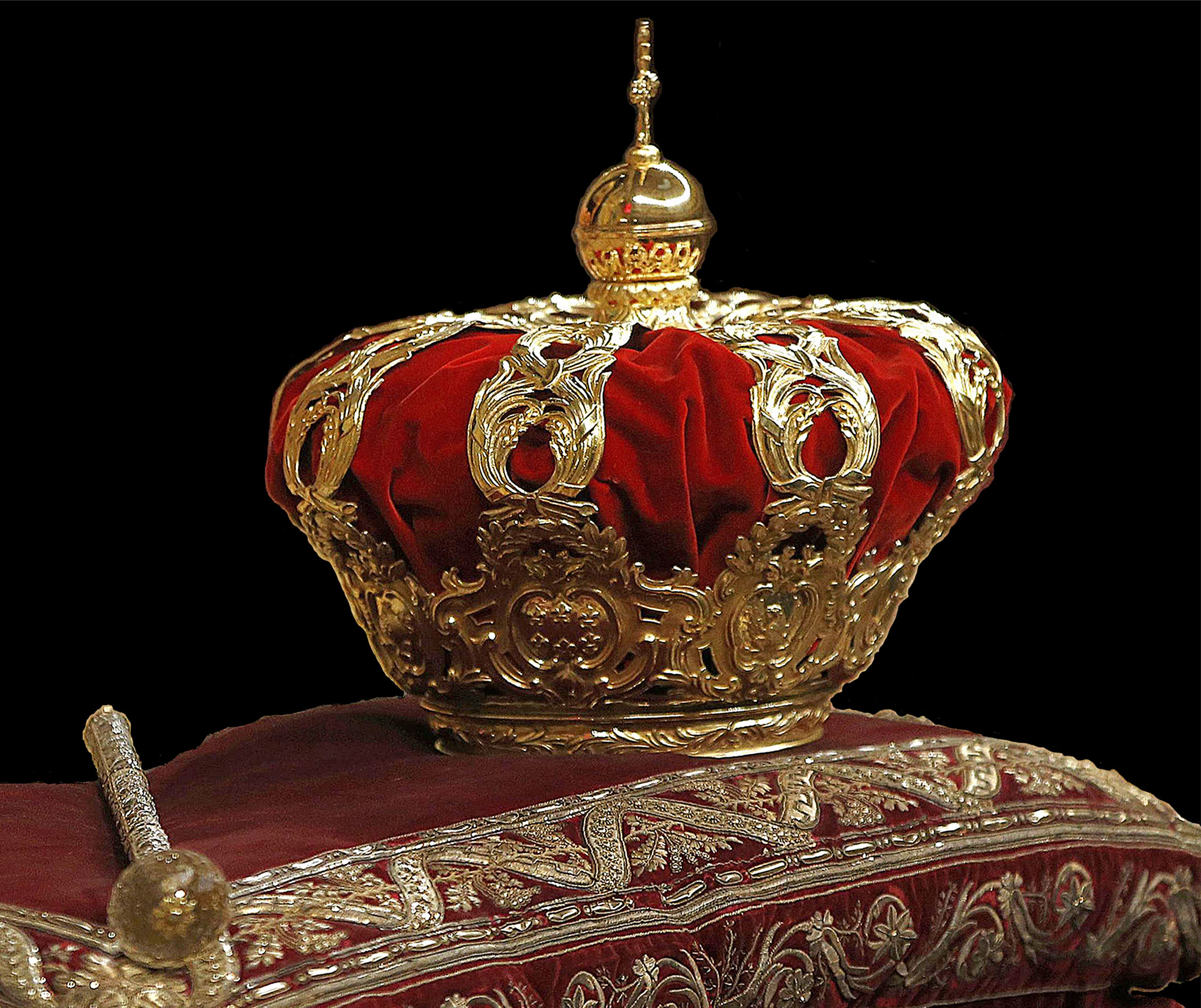
Corona tumular (España)
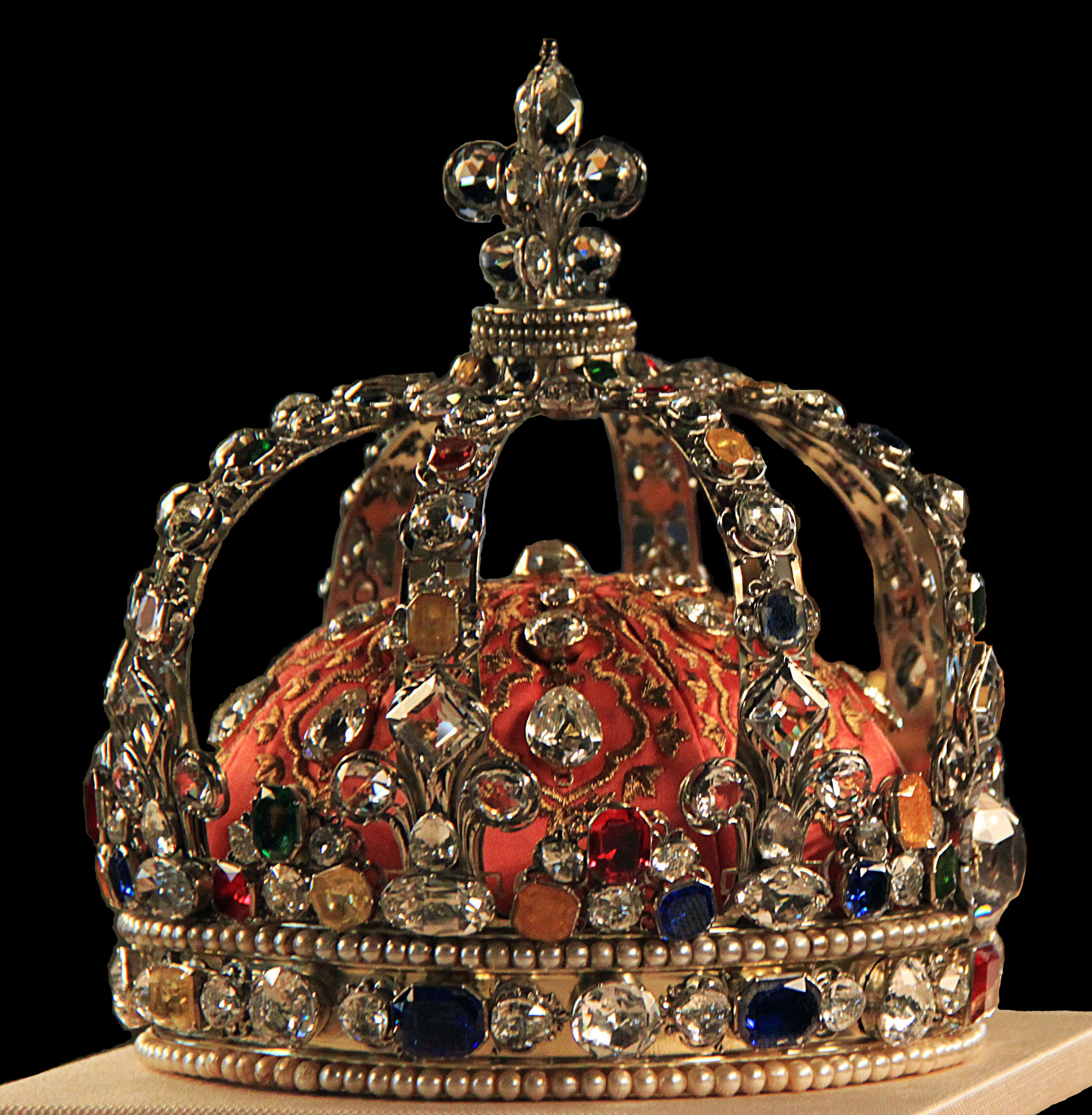
Corona de Luis XV (Francia)
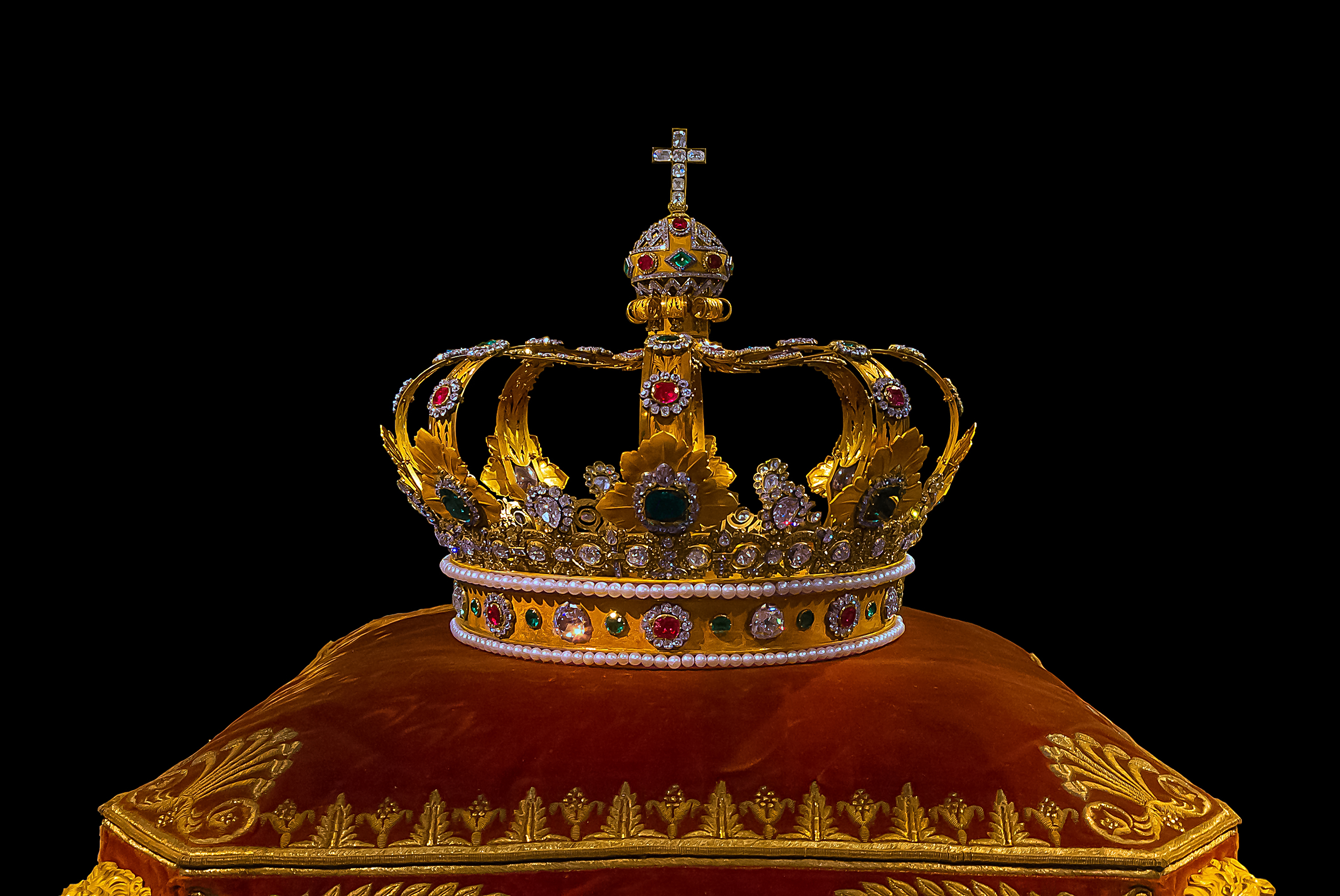
Corona real de Baviera
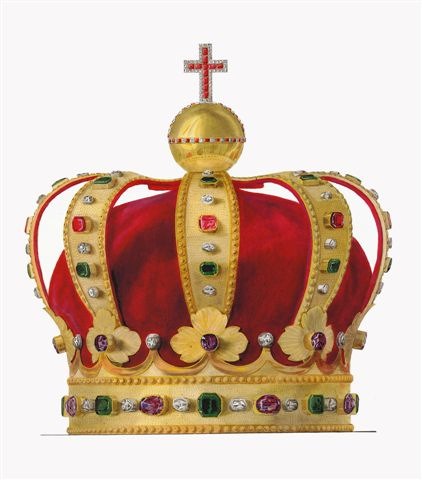
Corona de Jorge XII (Georgia)
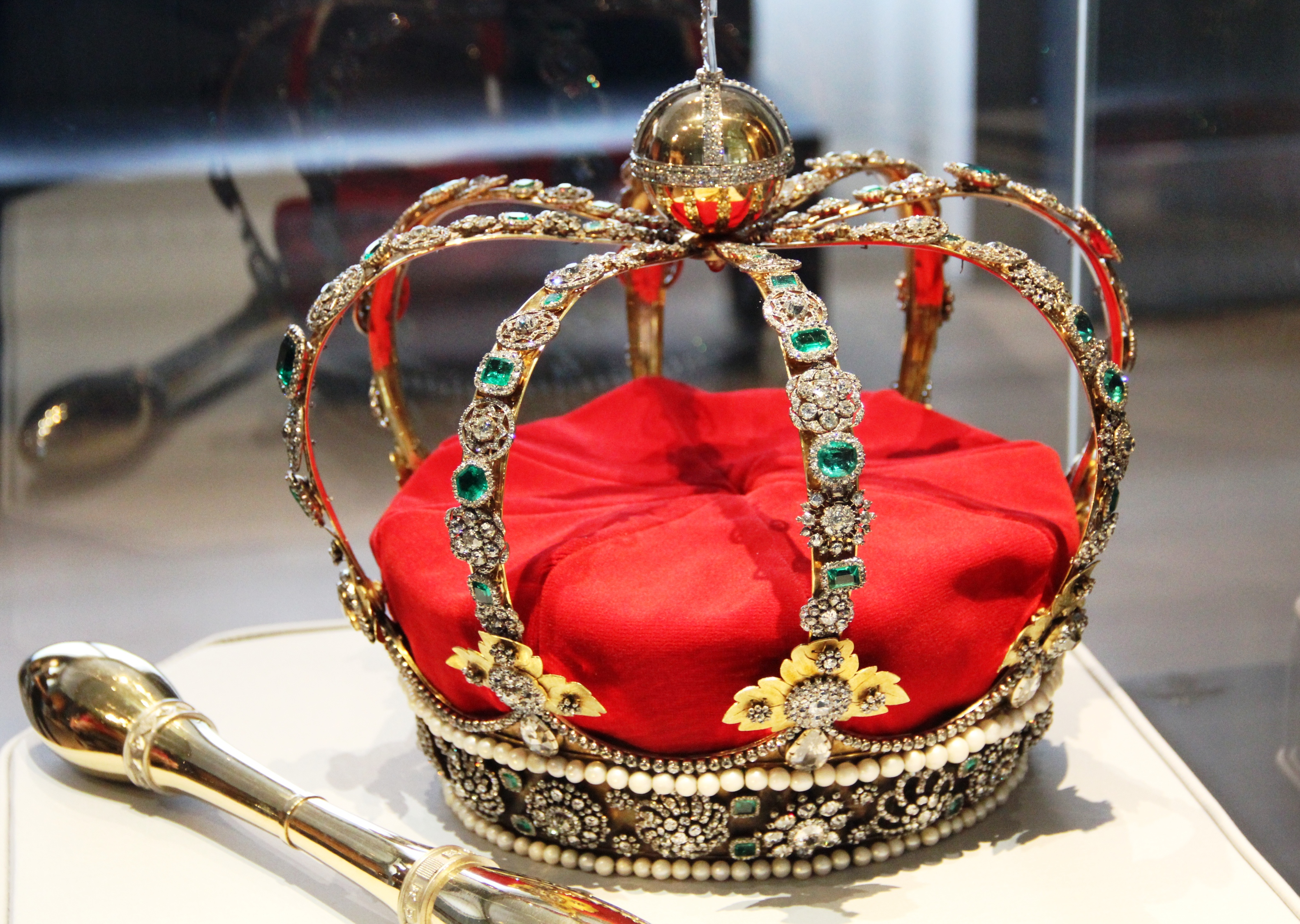
Corona real de Wurtemberg
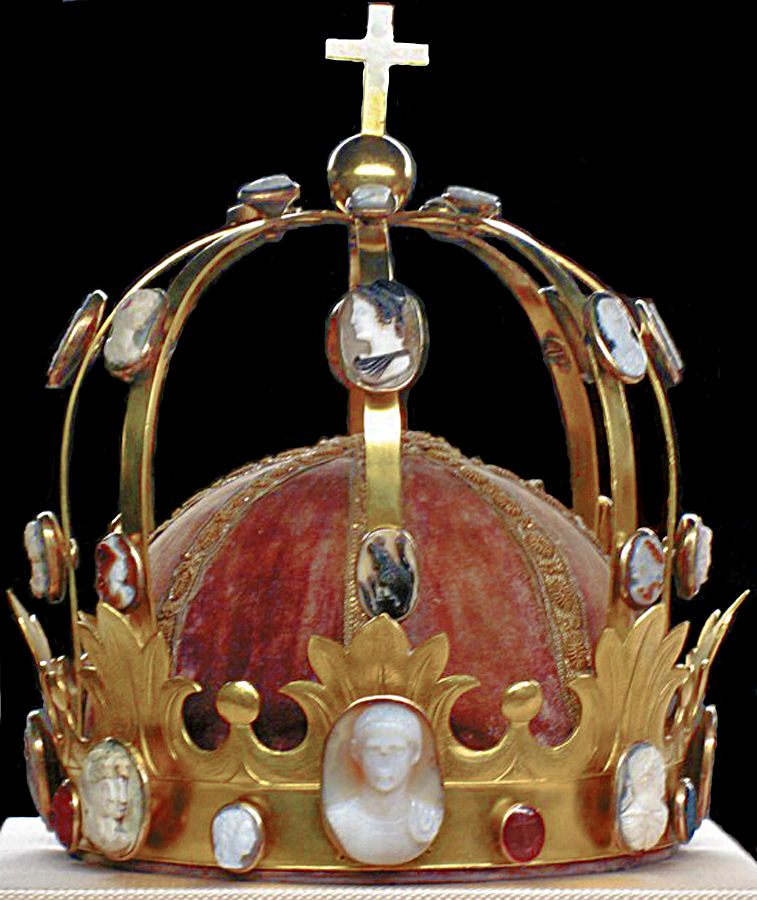
Corona de Napoleón Bonaparte (Francia)
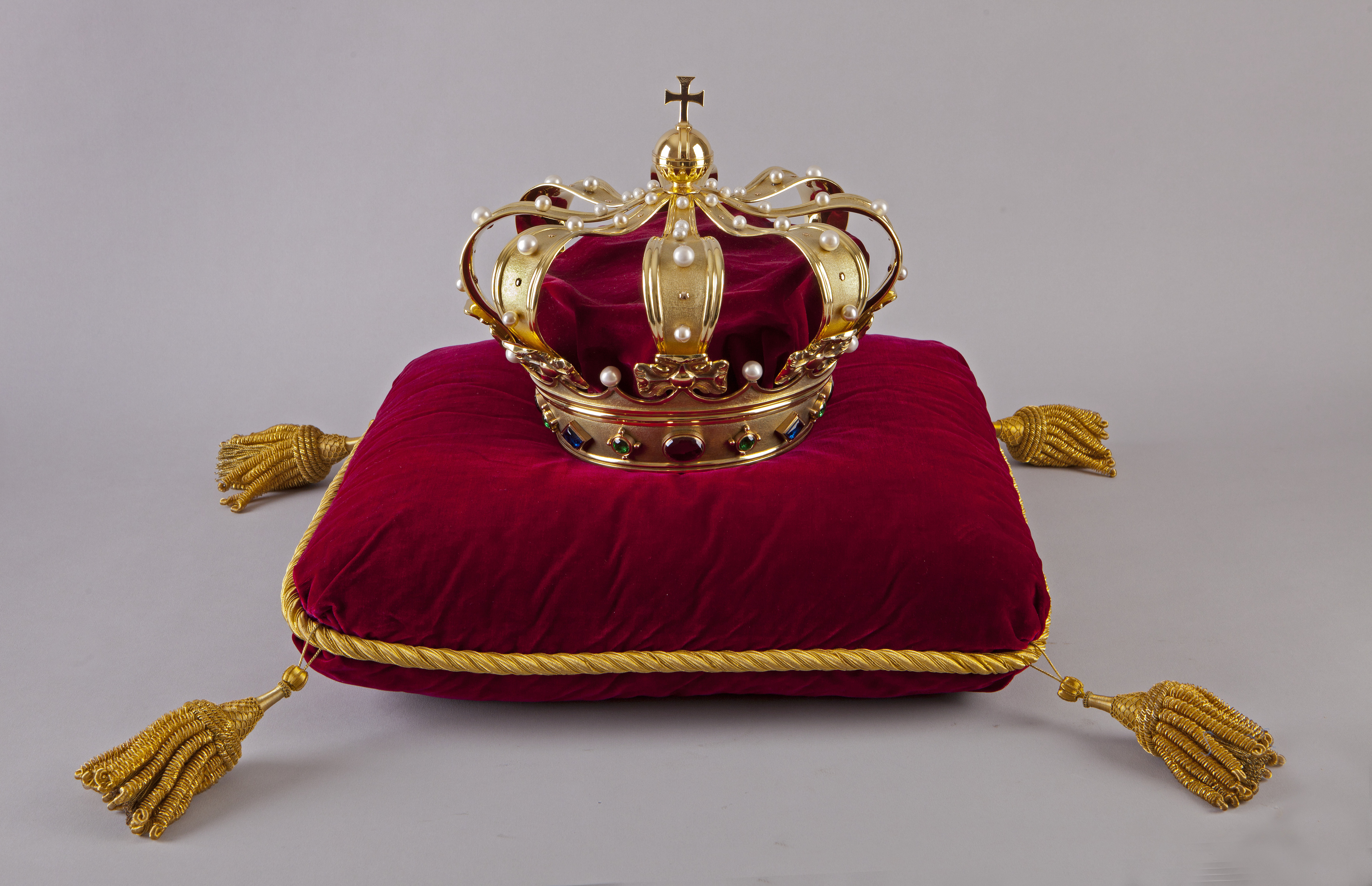
Corona real de los Países Bajos
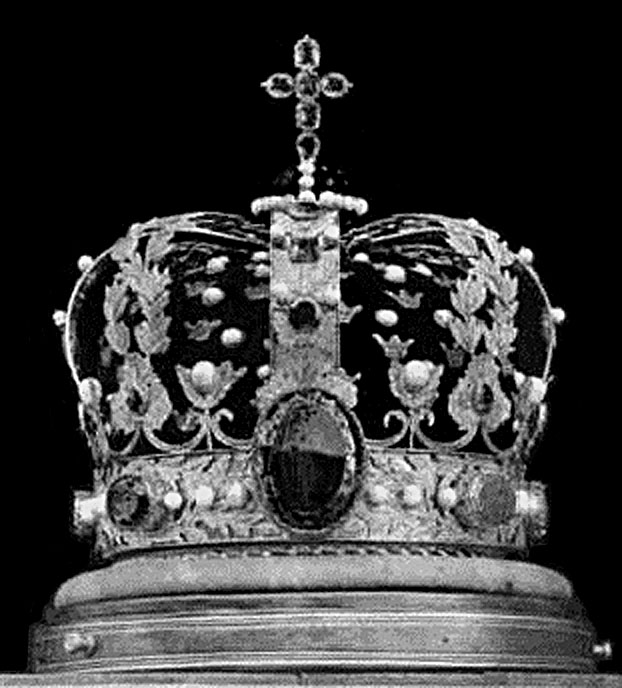
Corona real de Noruega
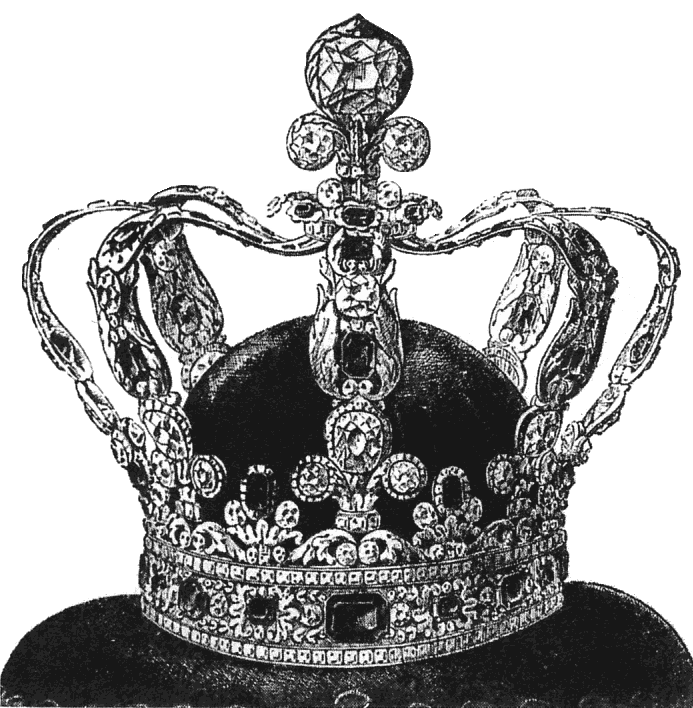
Corona de Carlos X (Francia)
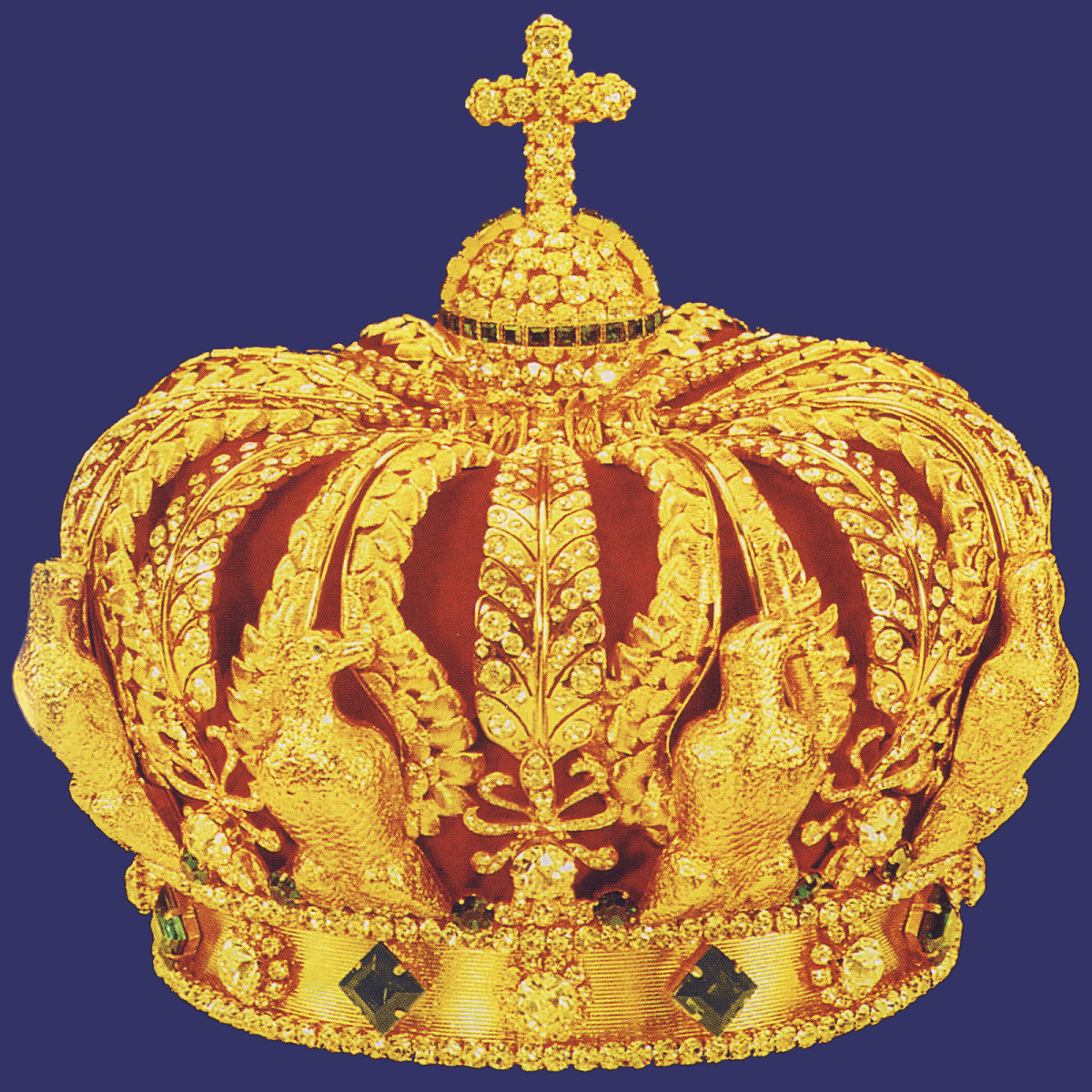
Corona de Napoleón III (Francia) Réplica
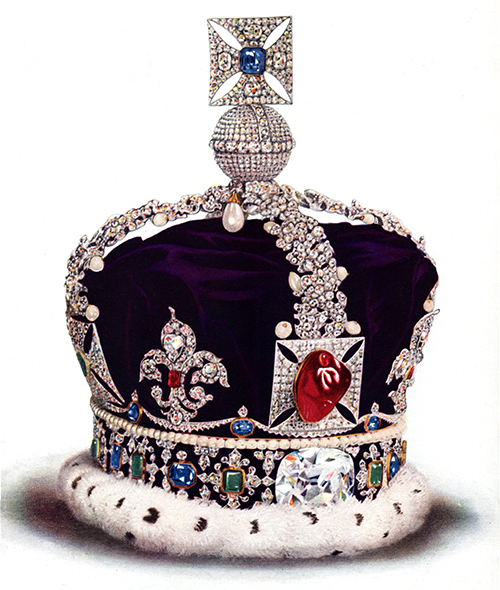
Corona Imperial del Estado (Reino Unido)
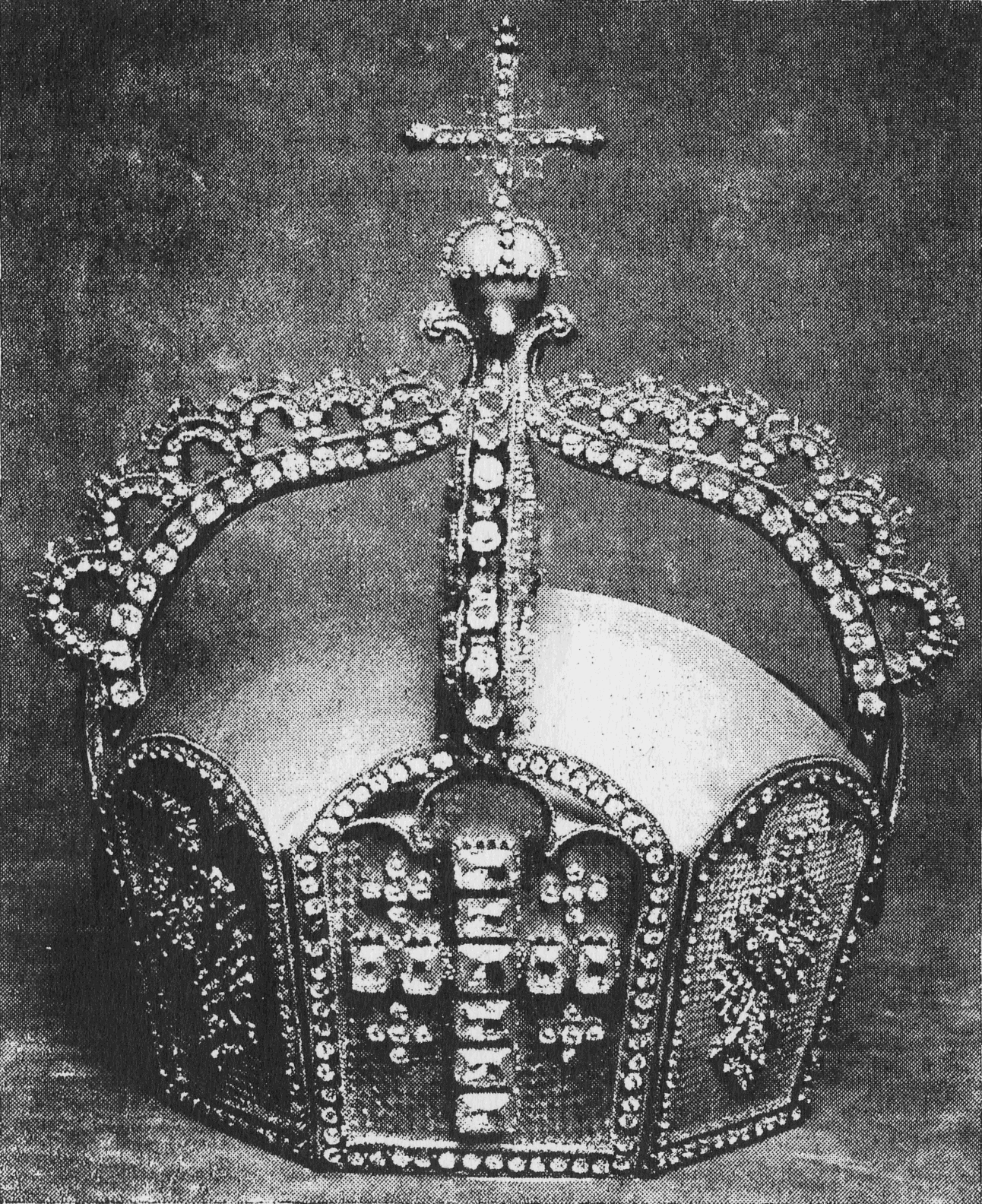
Corona del Estado Alemán[7] (Alemania) Desaparecida desde la II Guerra Mundial
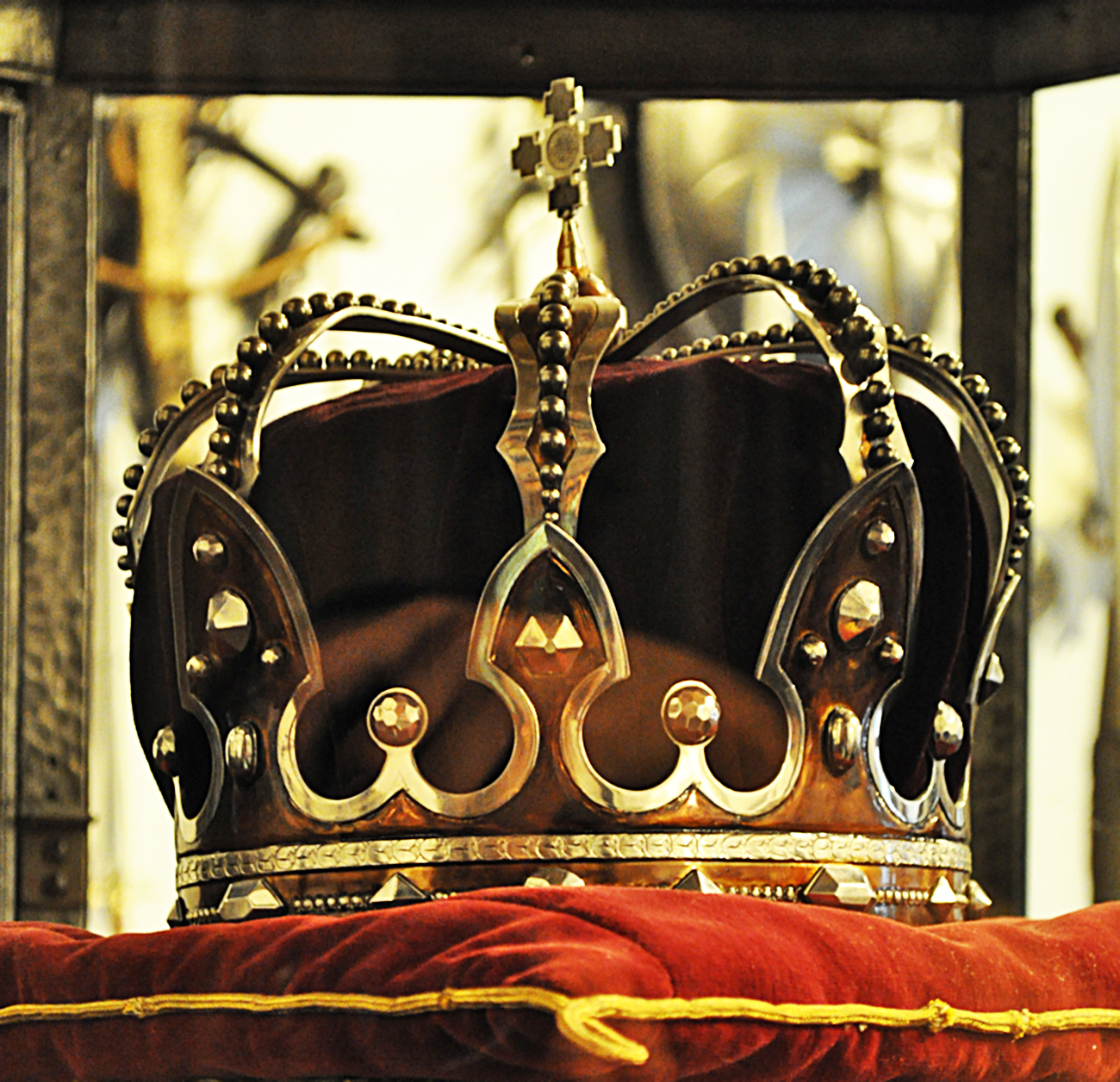
Corona de Acero (Rumanía)
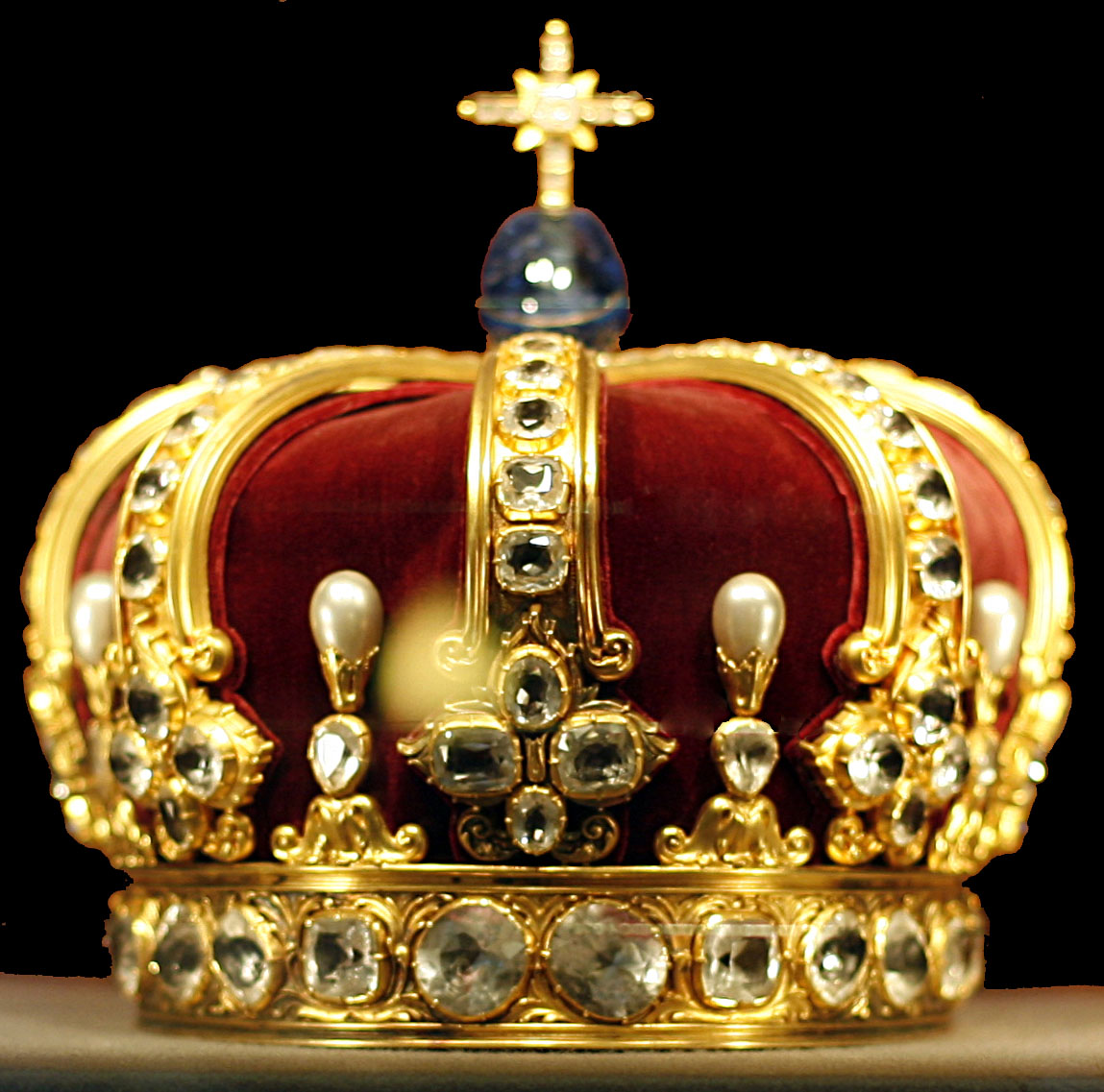
Corona de Guillermo II (Prusia)
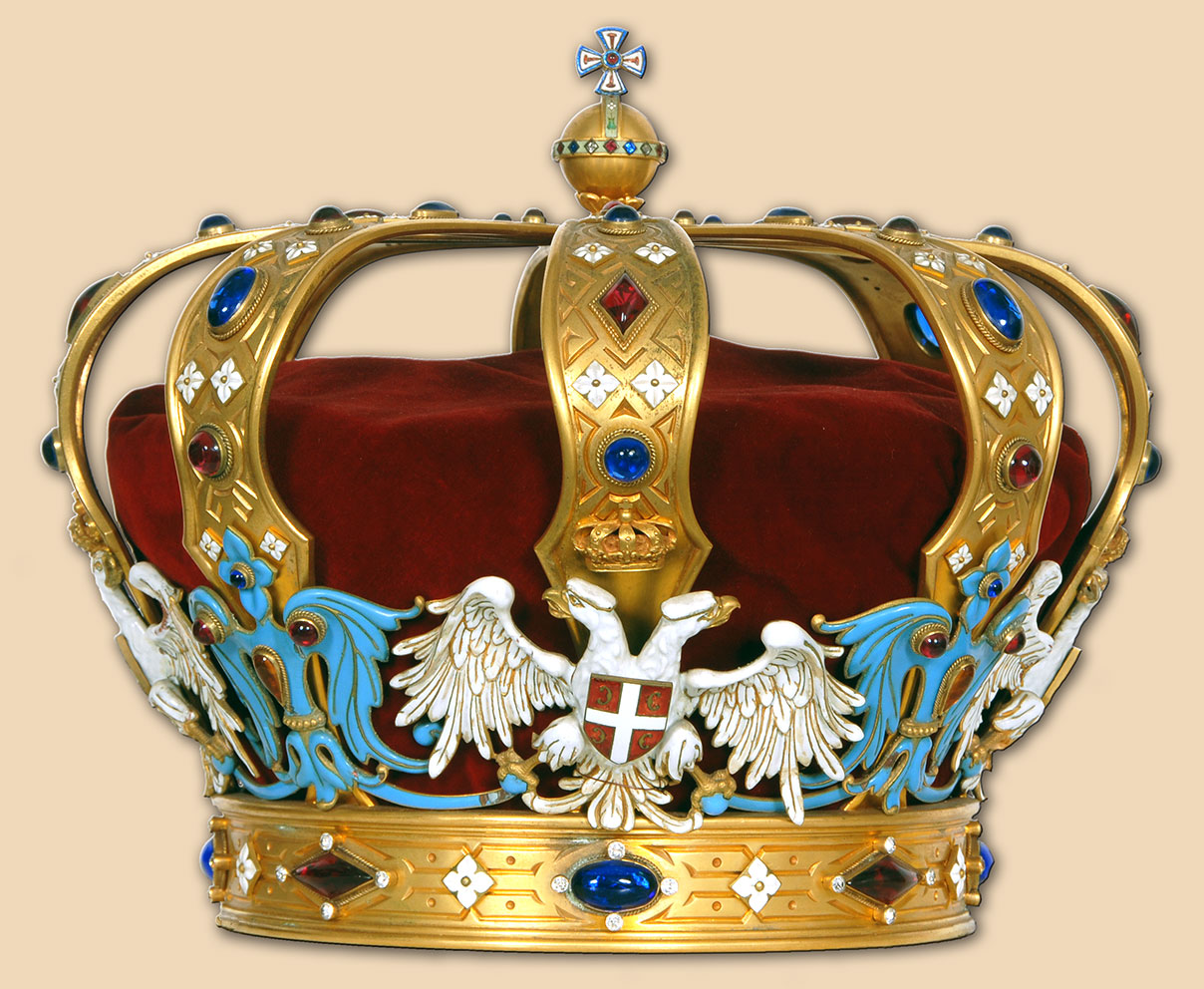
Corona Karađorđević (Serbia/Yugoslavia)

### Asia

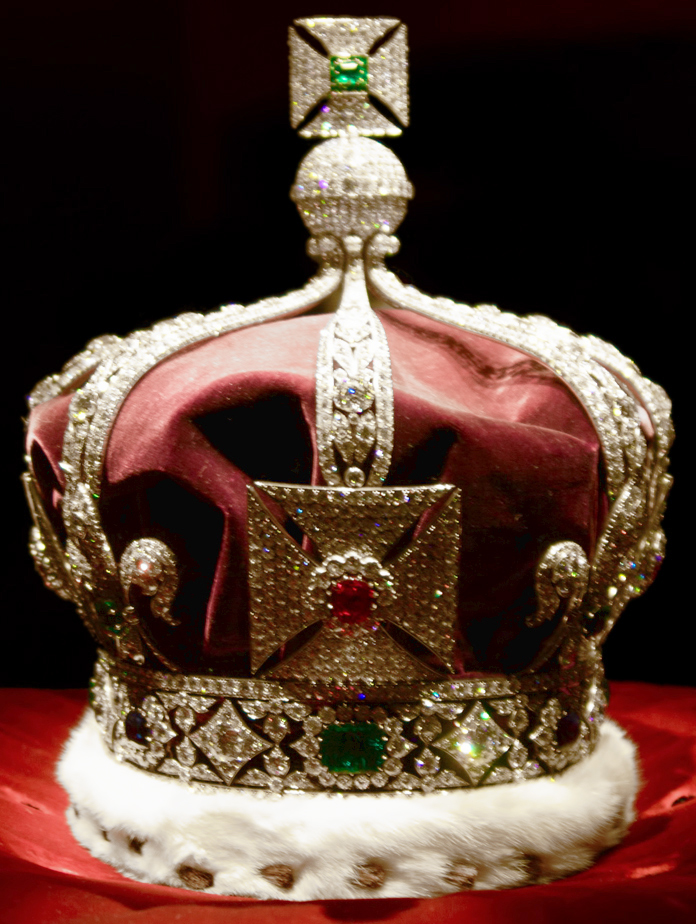
Corona Imperial de la India (Raj británico/Reino Unido)
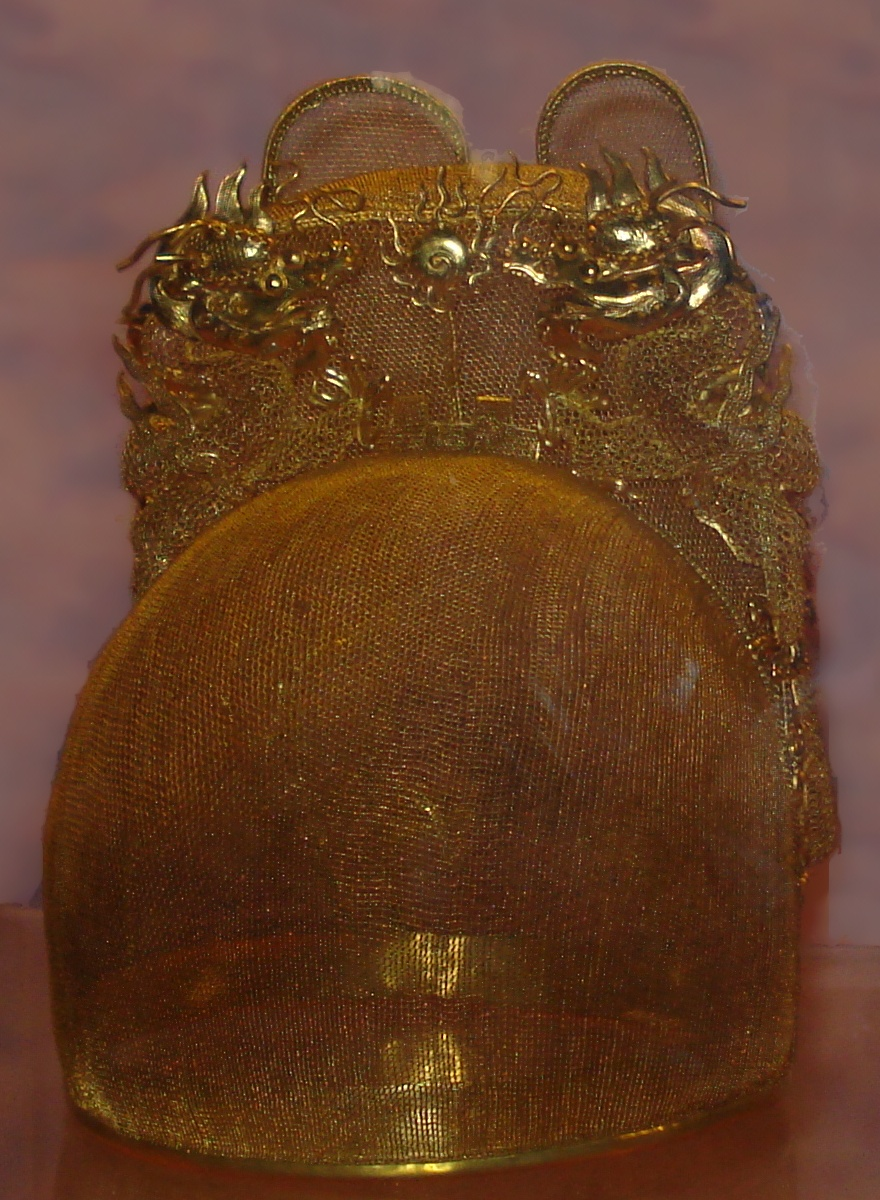
Corona de la China Imperial de la Dinastía Ming, Corona funeraria del emperador Wanli (China) Réplica
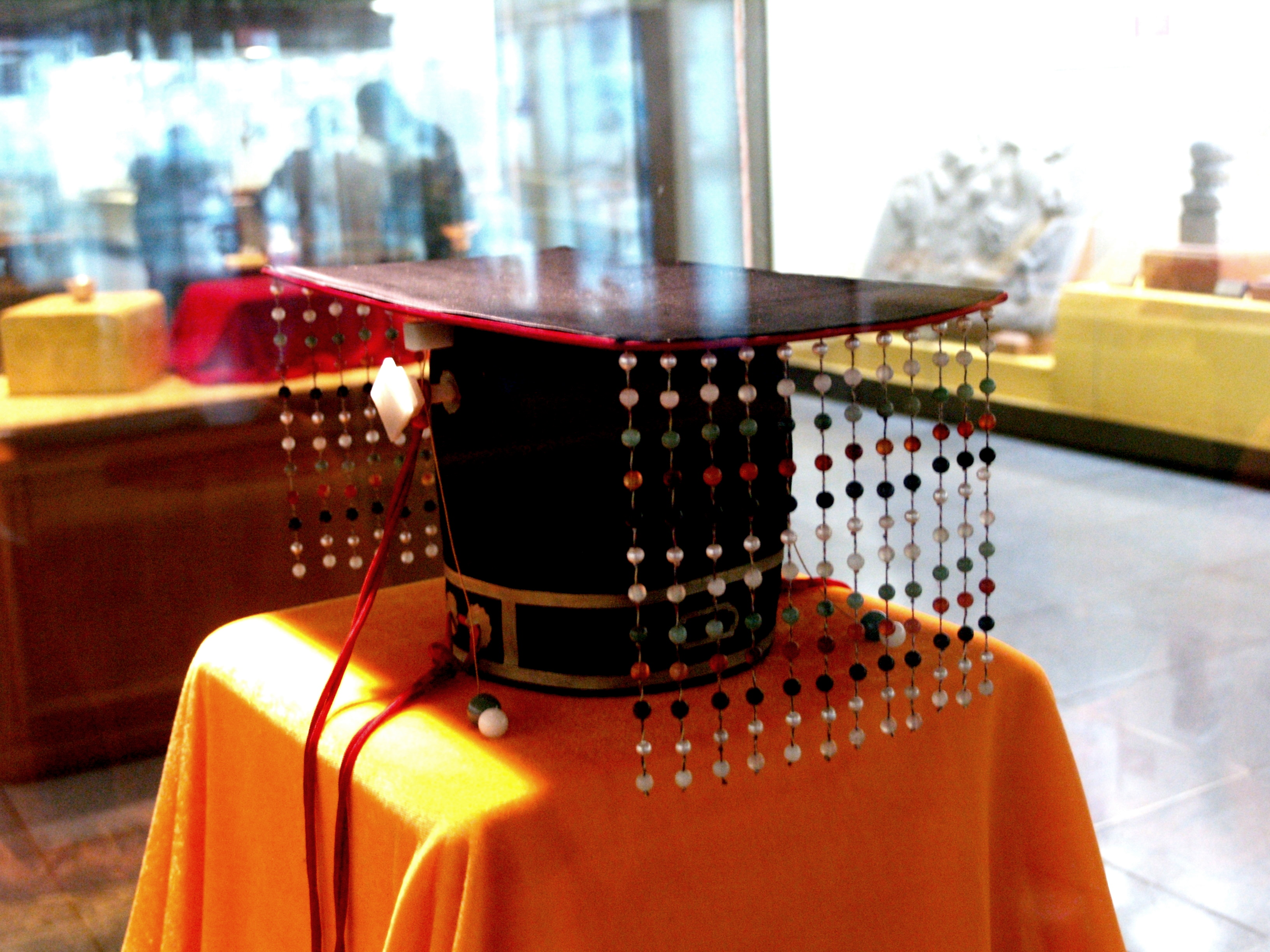
Tocado imperial Ming (China)
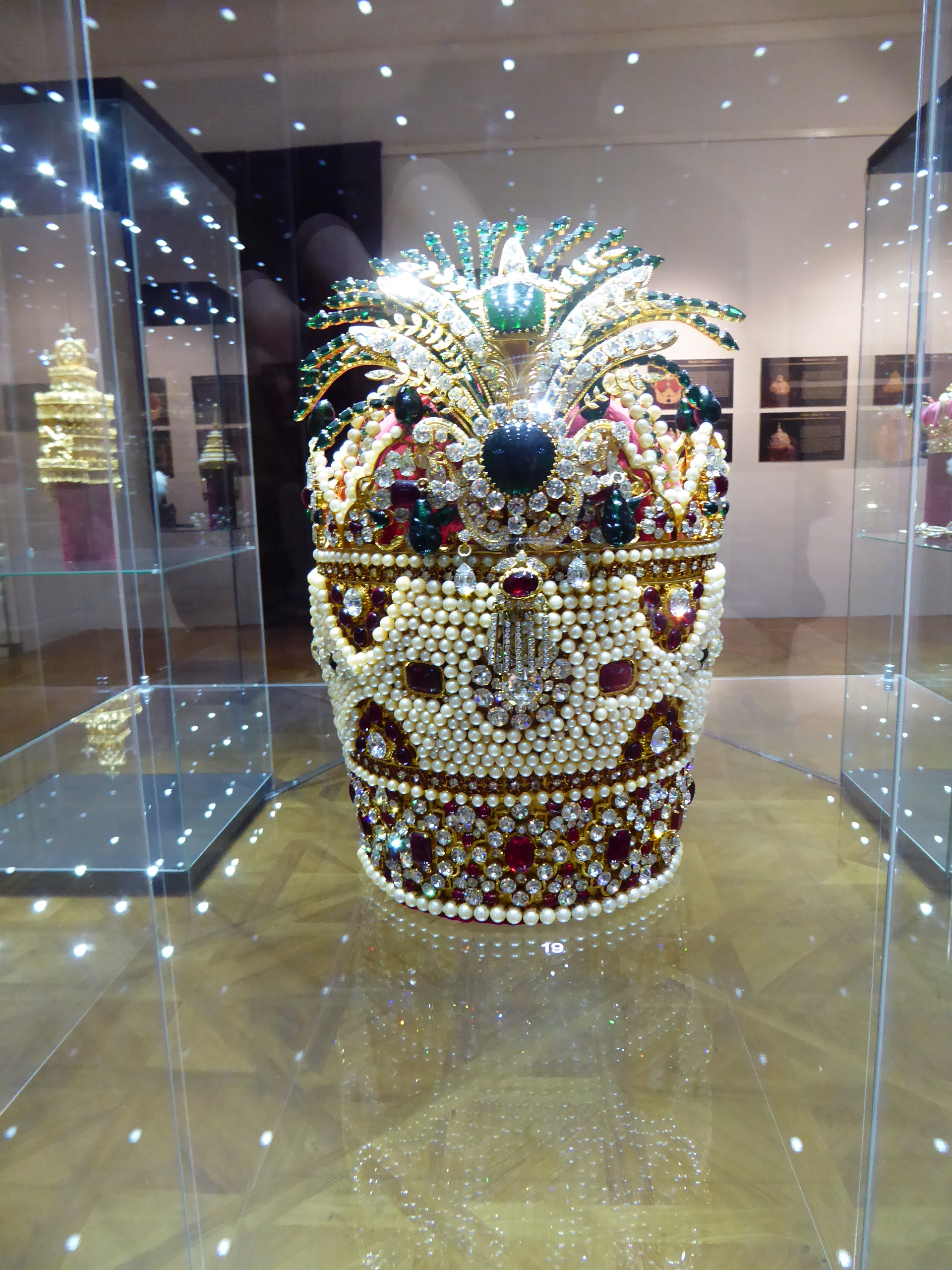
Corona Kayar (Irán) Réplica
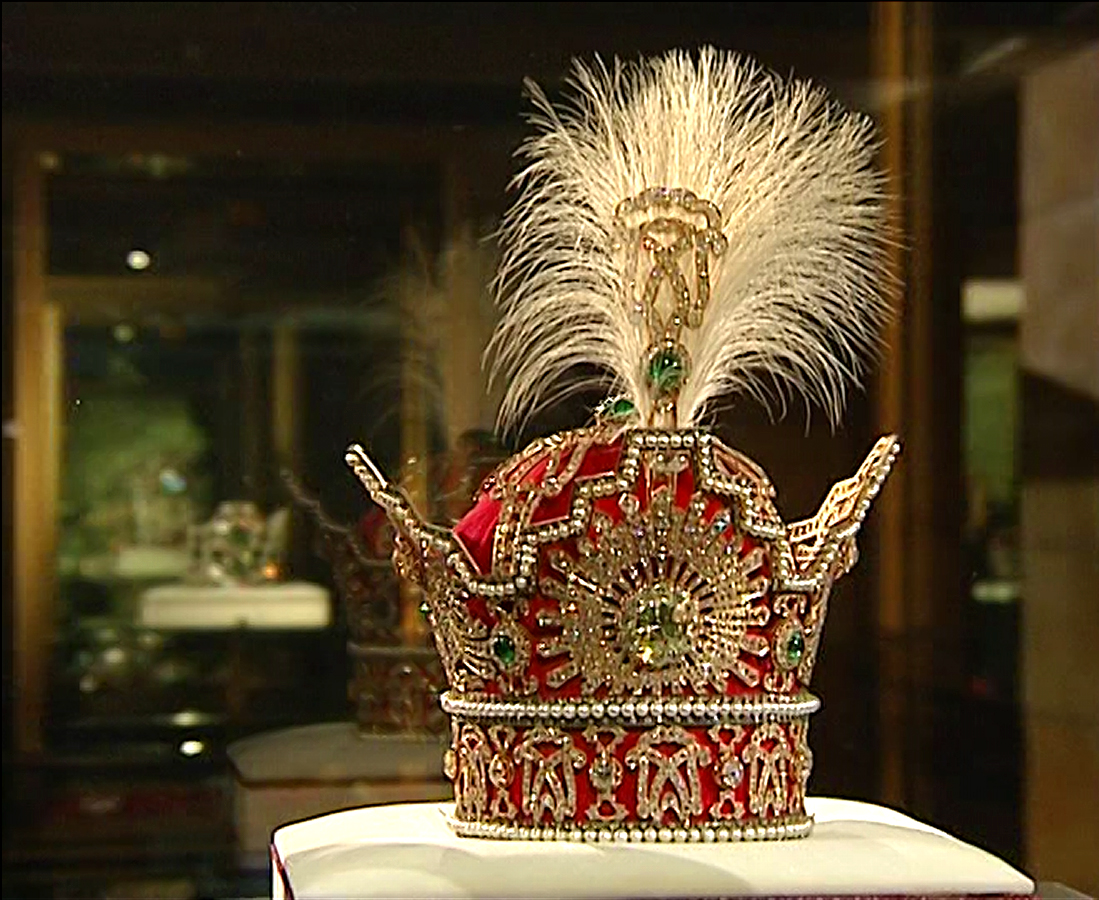
Corona Pahlaví (Irán)
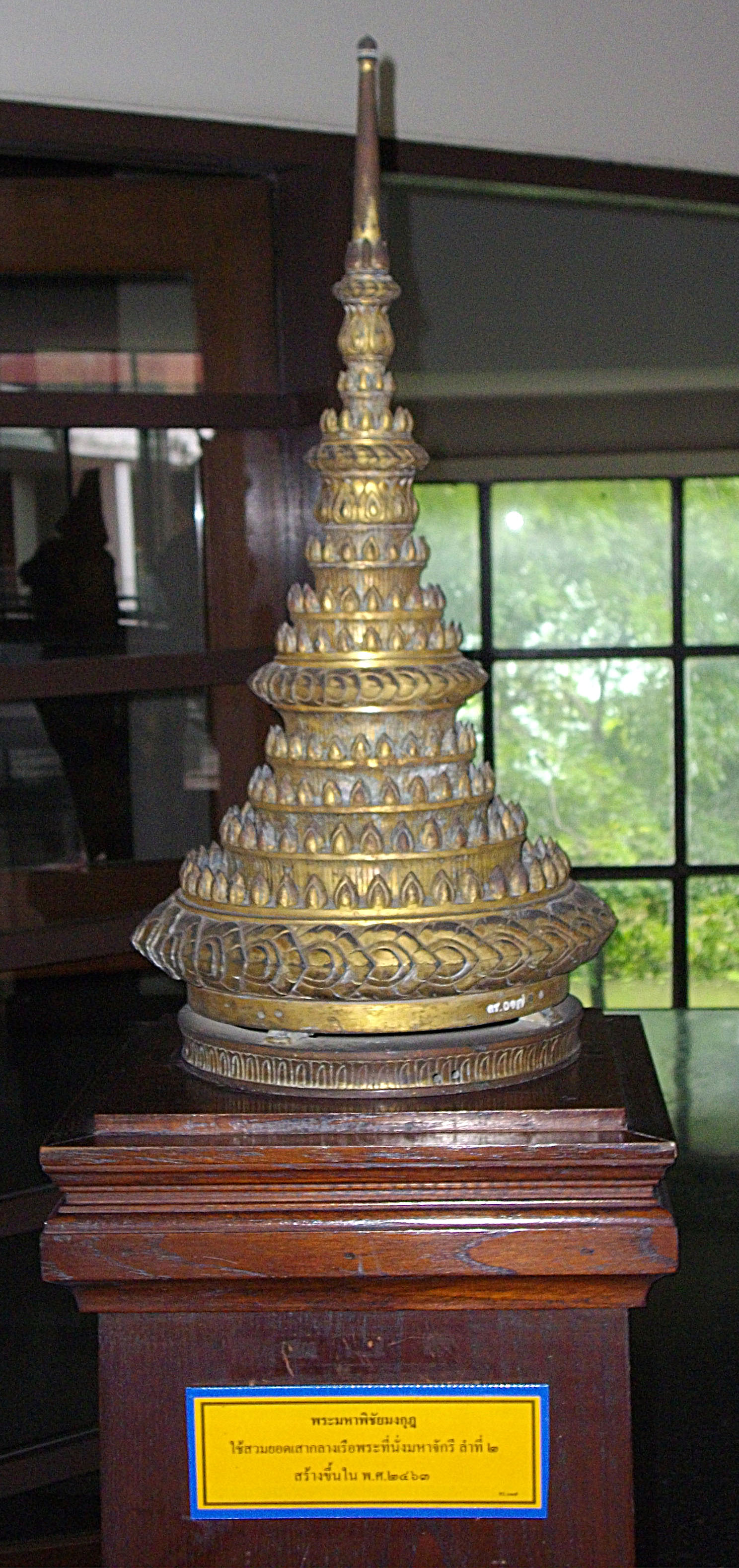
Gran Corona de la Victoria (Tailandia) Réplica
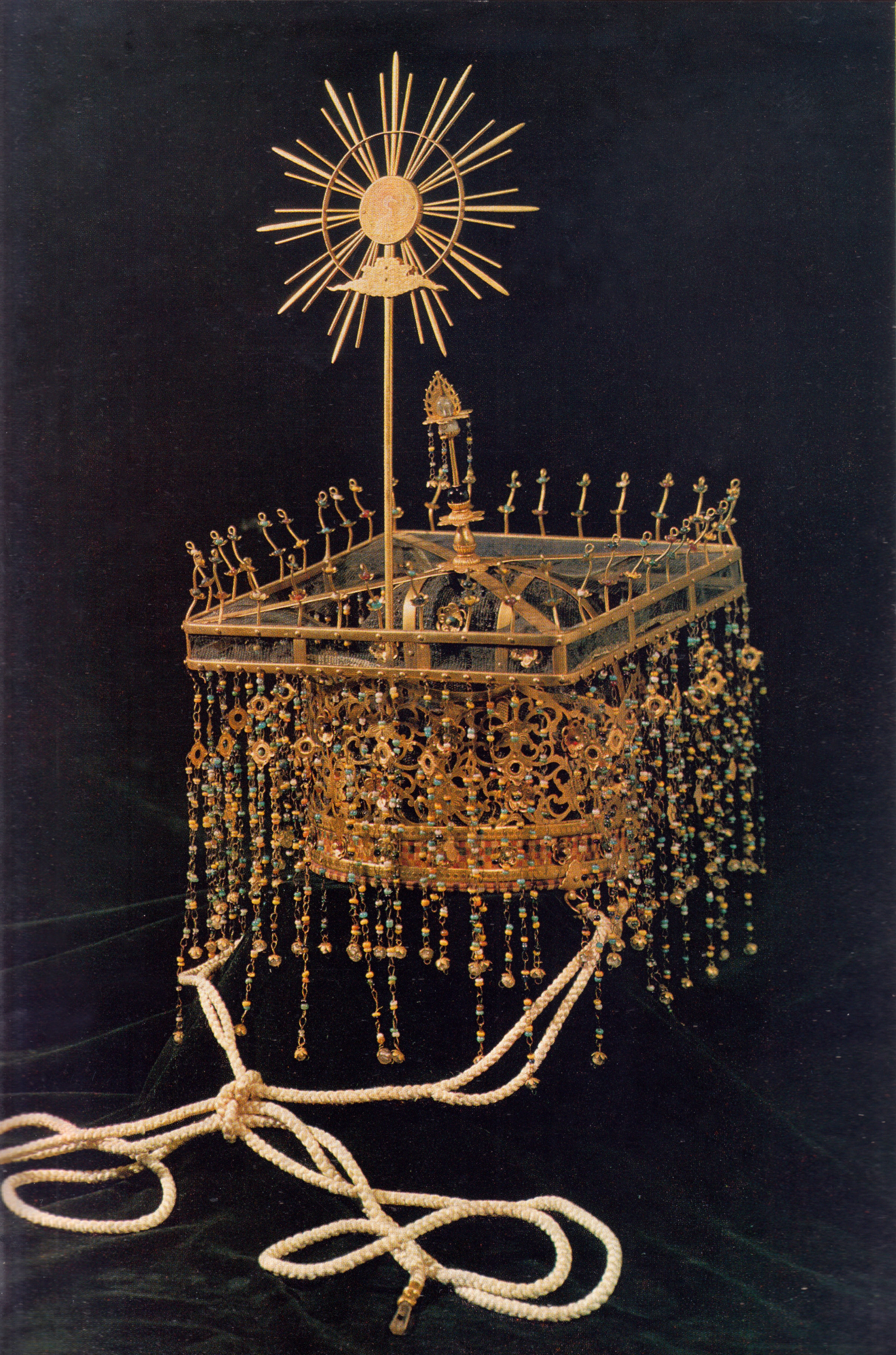
Corona del emperador Kōmei (Japón)
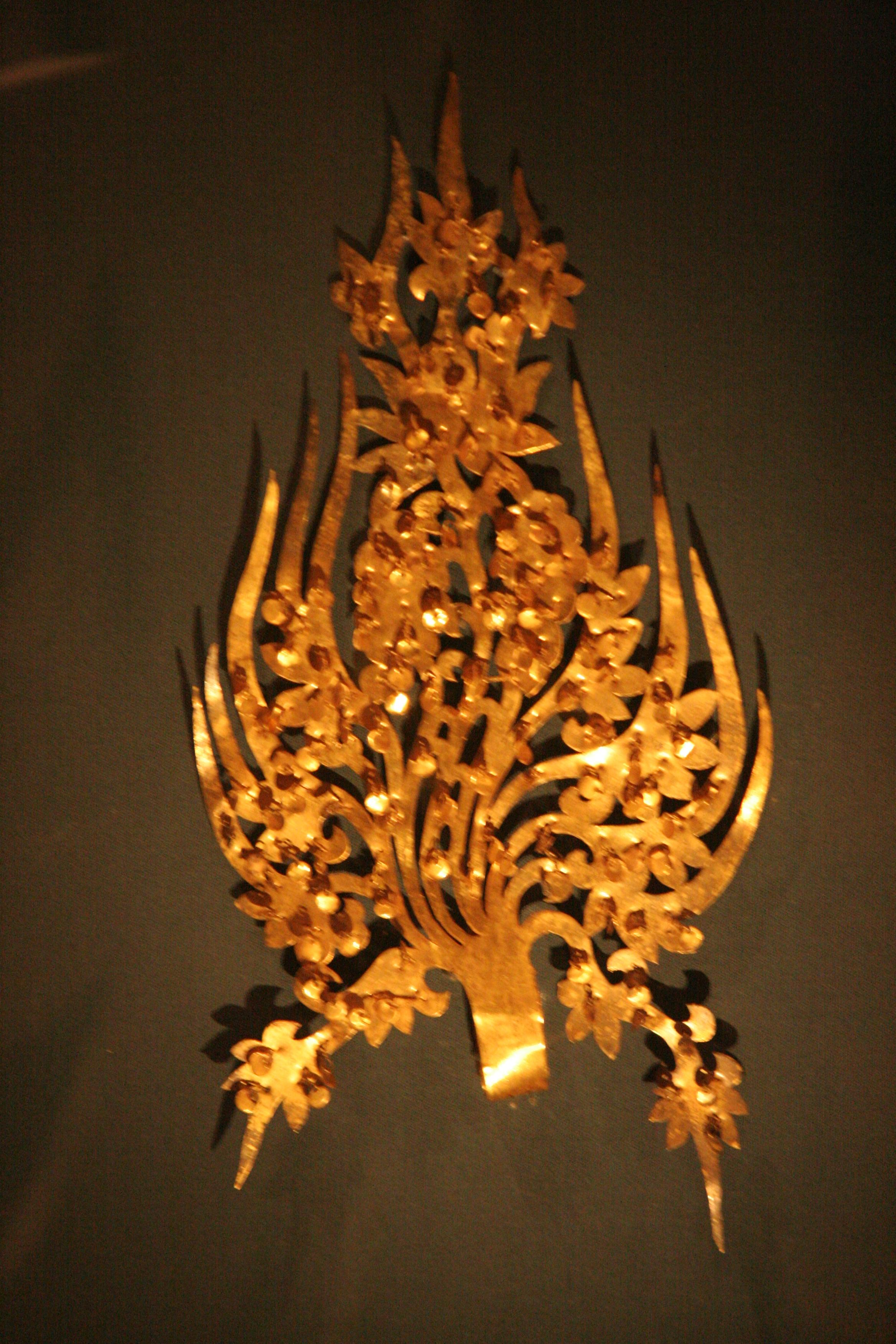
Corona de Baekje (Corea del Sur)
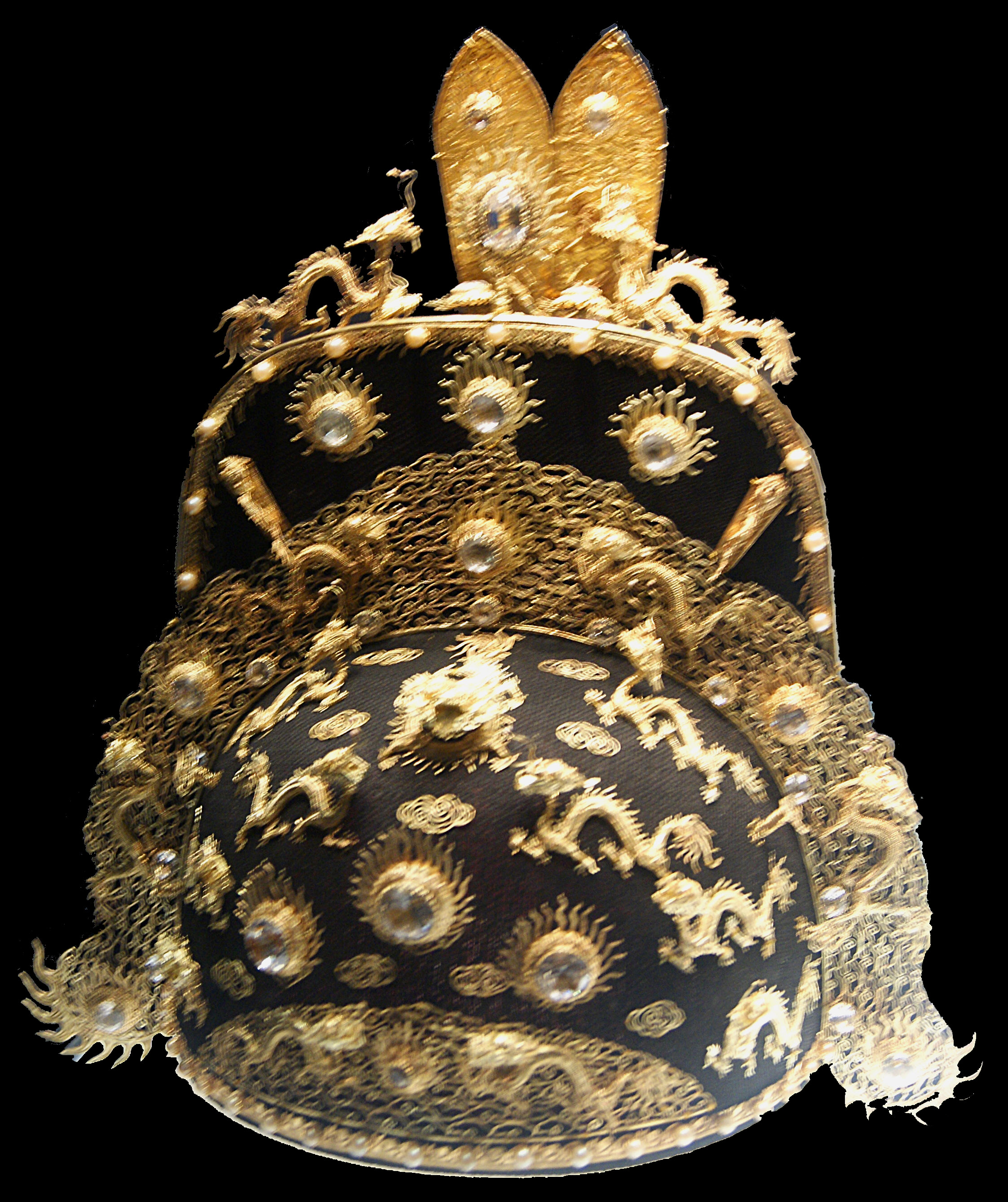
Corona Nguyễn (Vietnam)
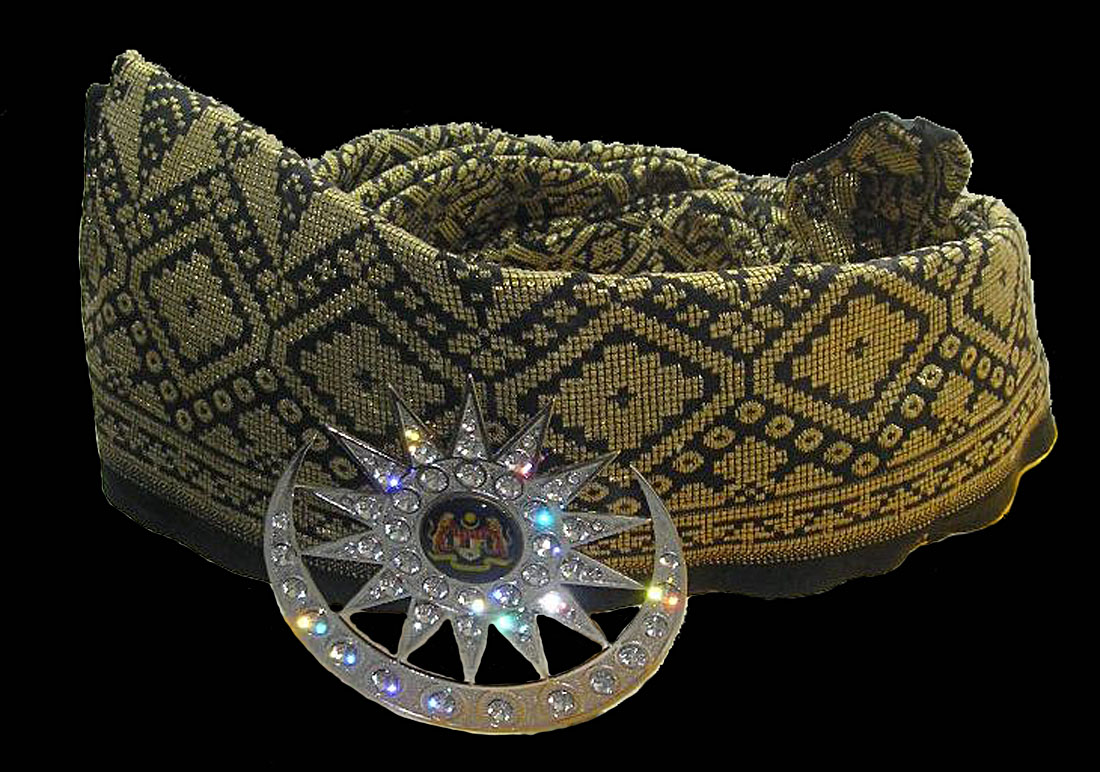
Tocado real de Malasia
Tocado real de Bután

### África

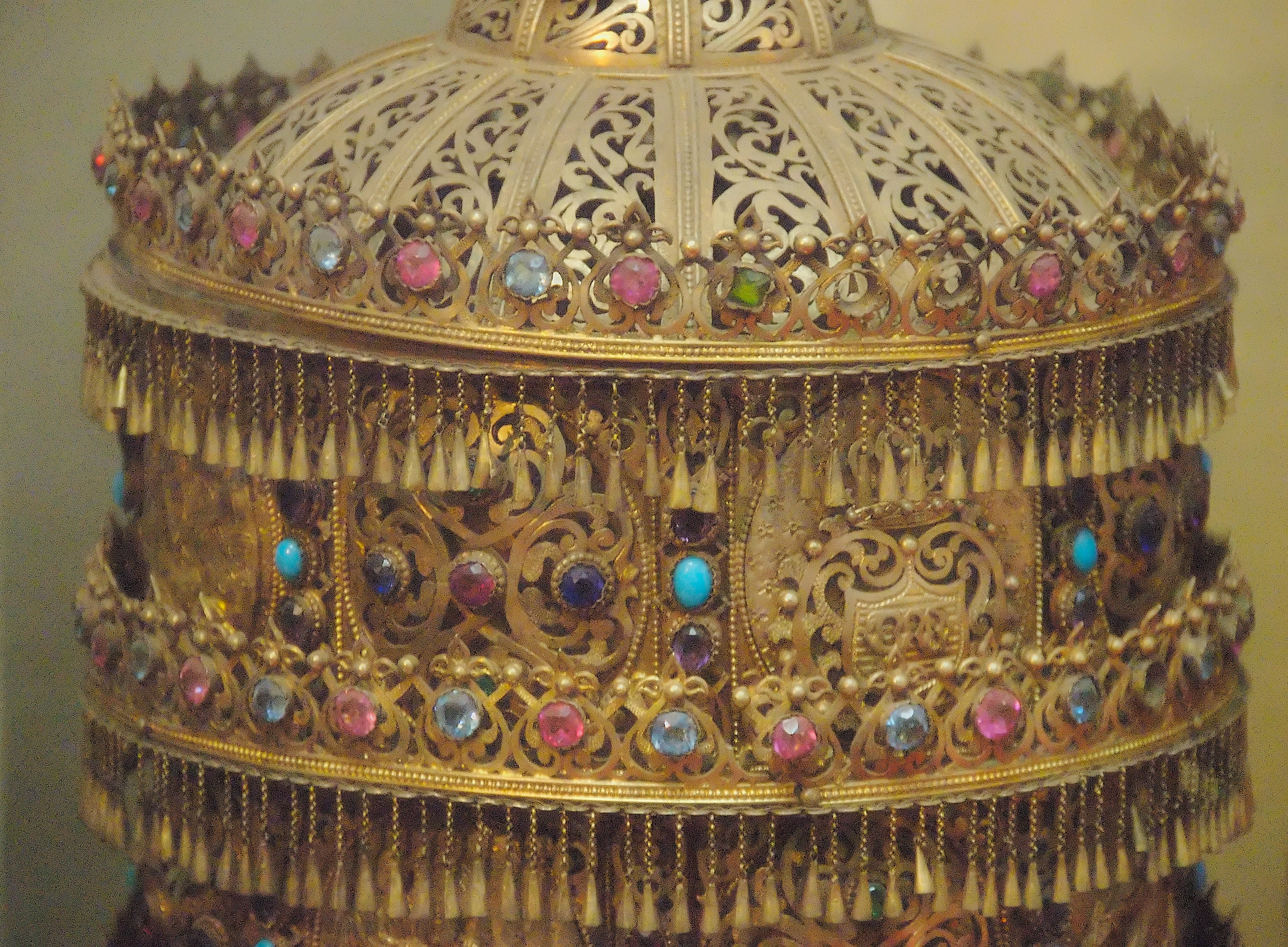
Corona imperial de Etiopía
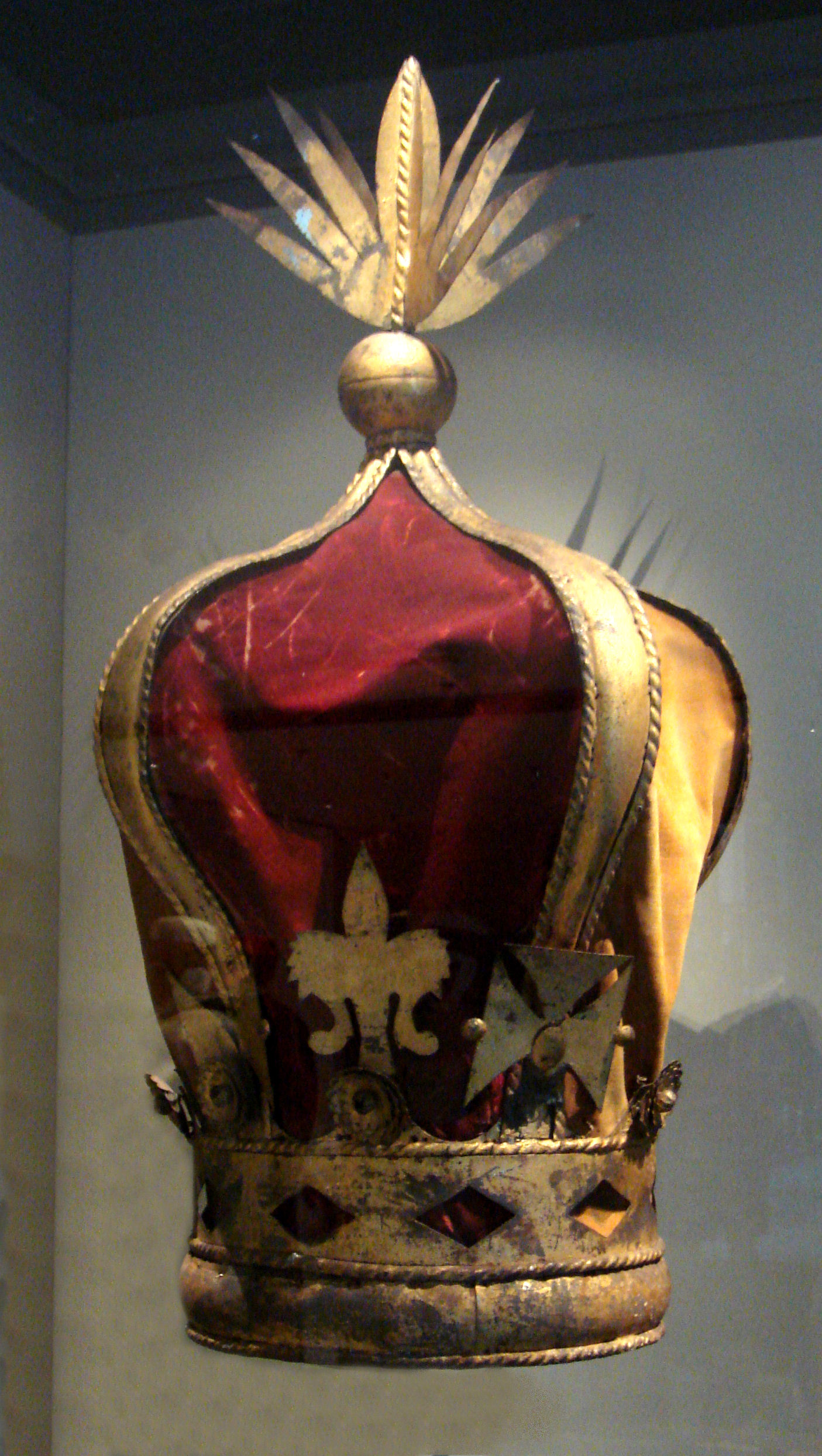
Corona de la reina Ranavalona III (Madagascar)

### Américas

Mascaipacha del Imperio Inca
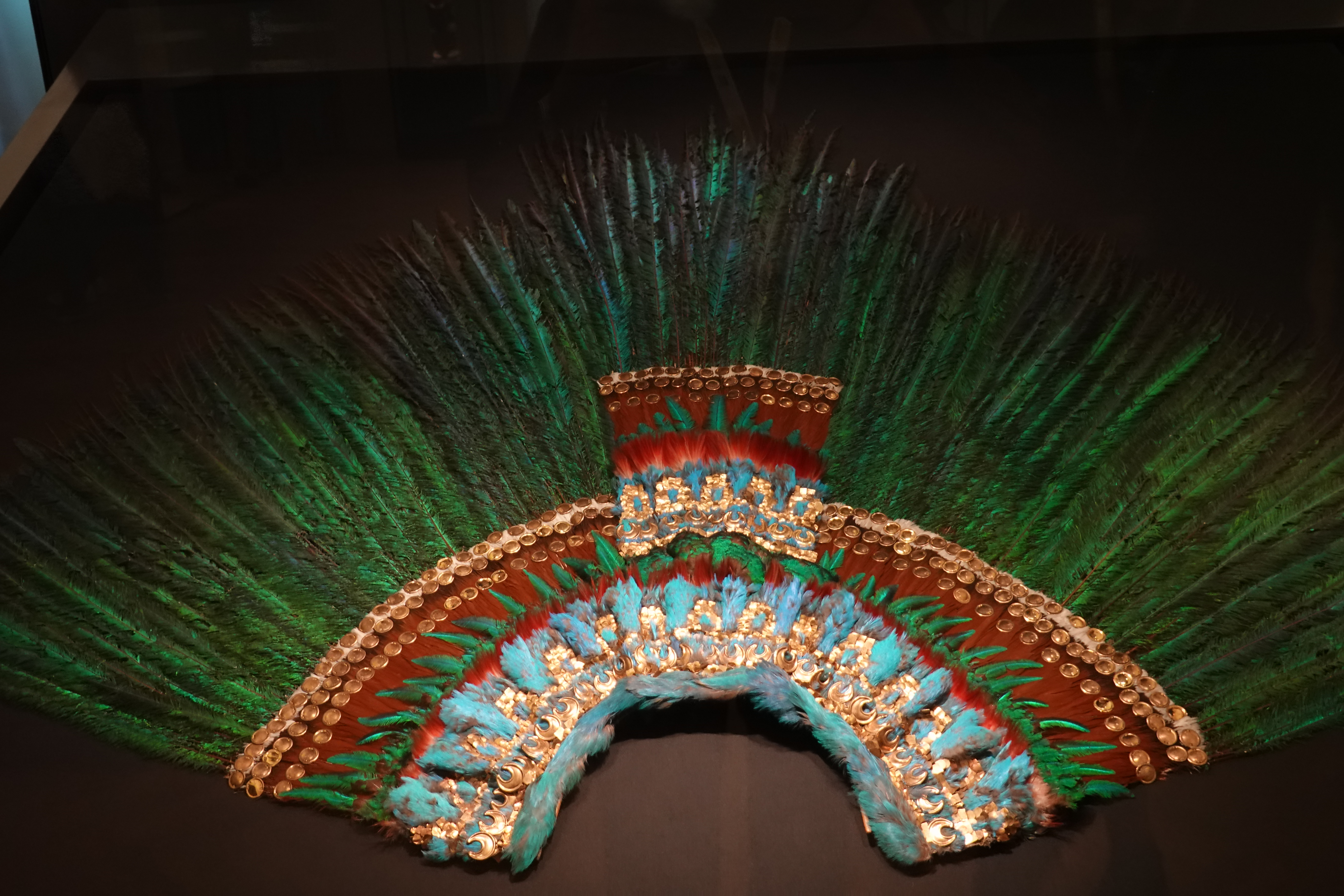
Penacho de Moctezuma
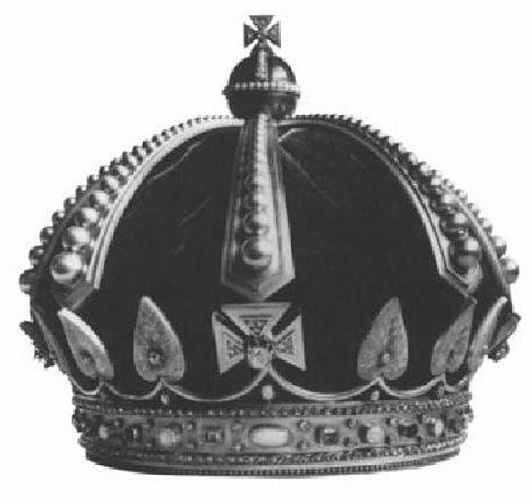
Corona real de Hawái
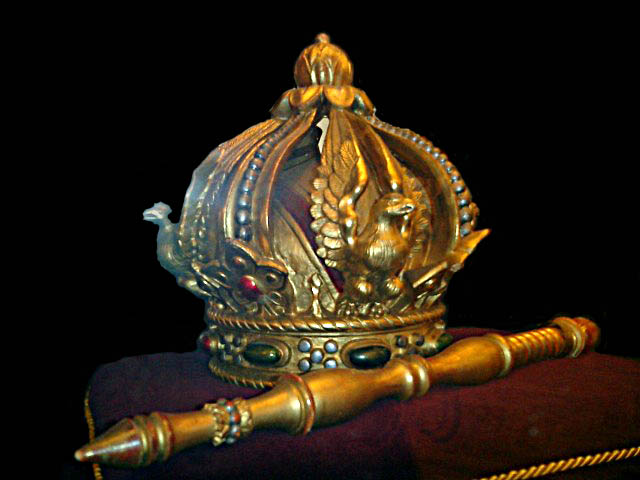
Corona del Segundo Imperio Mexicano  (México)
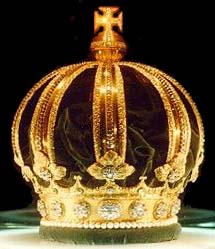
Corona imperial de Brasil

### Antigua Roma

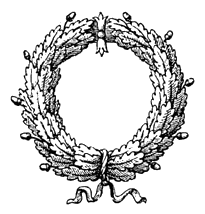
Corona cívica
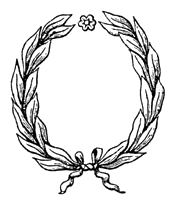
Corona triumphalis
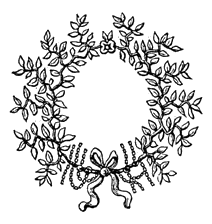
Corona graminea
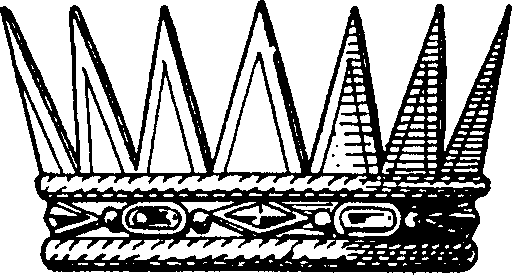
Corona antica
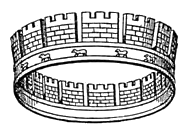
Corona muralis
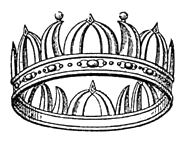
Corona navalis
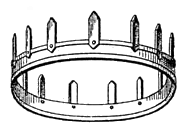
Corona vallaris

### Antiguo Egipto

Corona Blanca Hedyet
Corona Roja Desheret
Corona Doble Sejemty
Corona Atef
Khepresh, corona azul o de guerra
Un faraón con una Khepresh
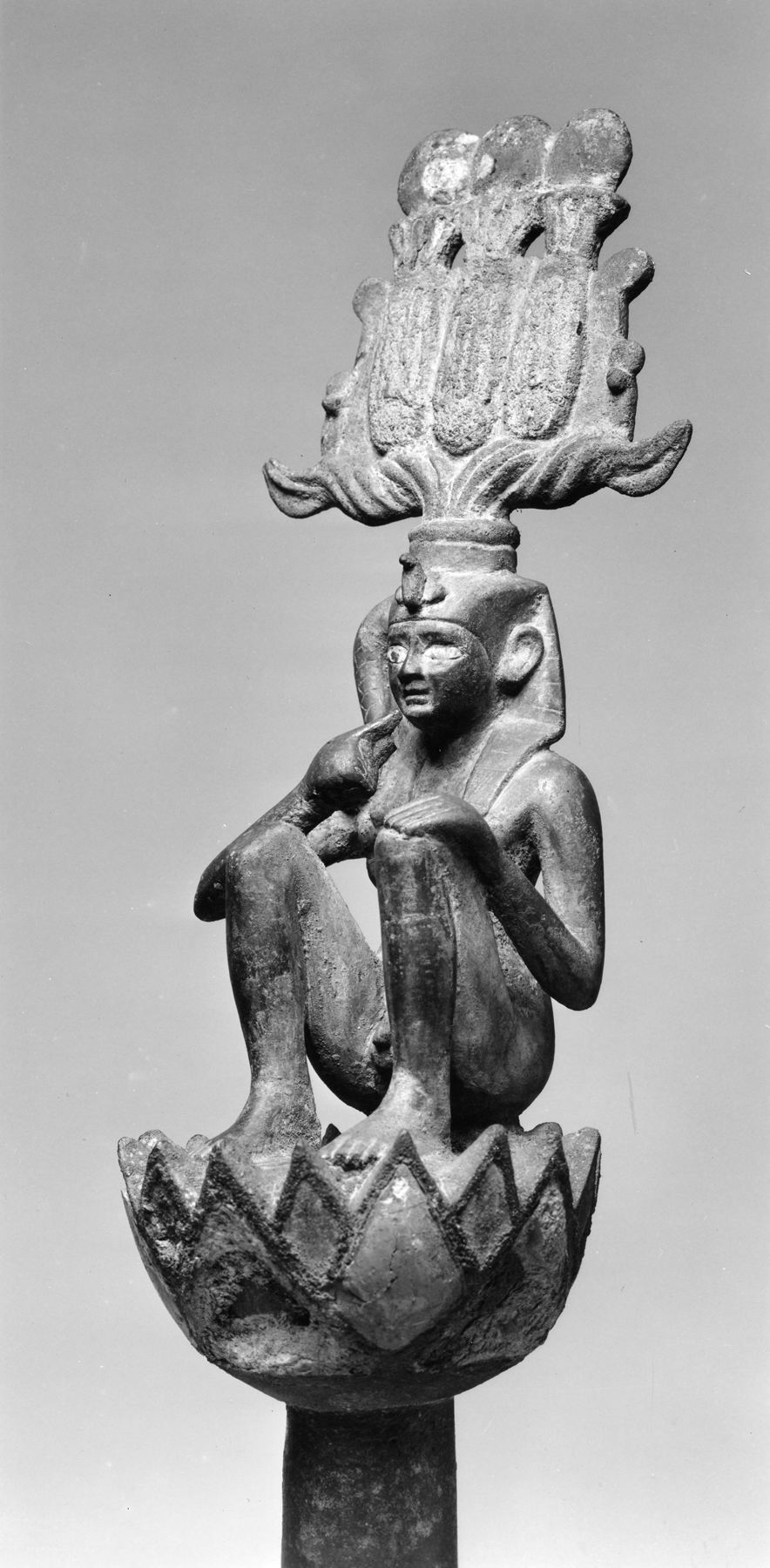
Hemhem

### Otros tipos de coronas

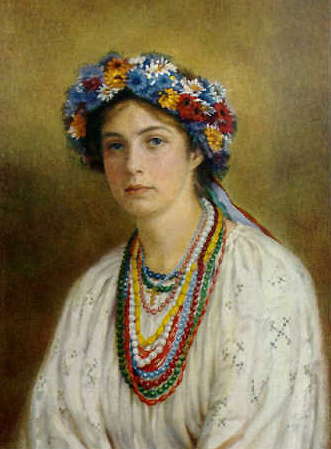
Corona de flores
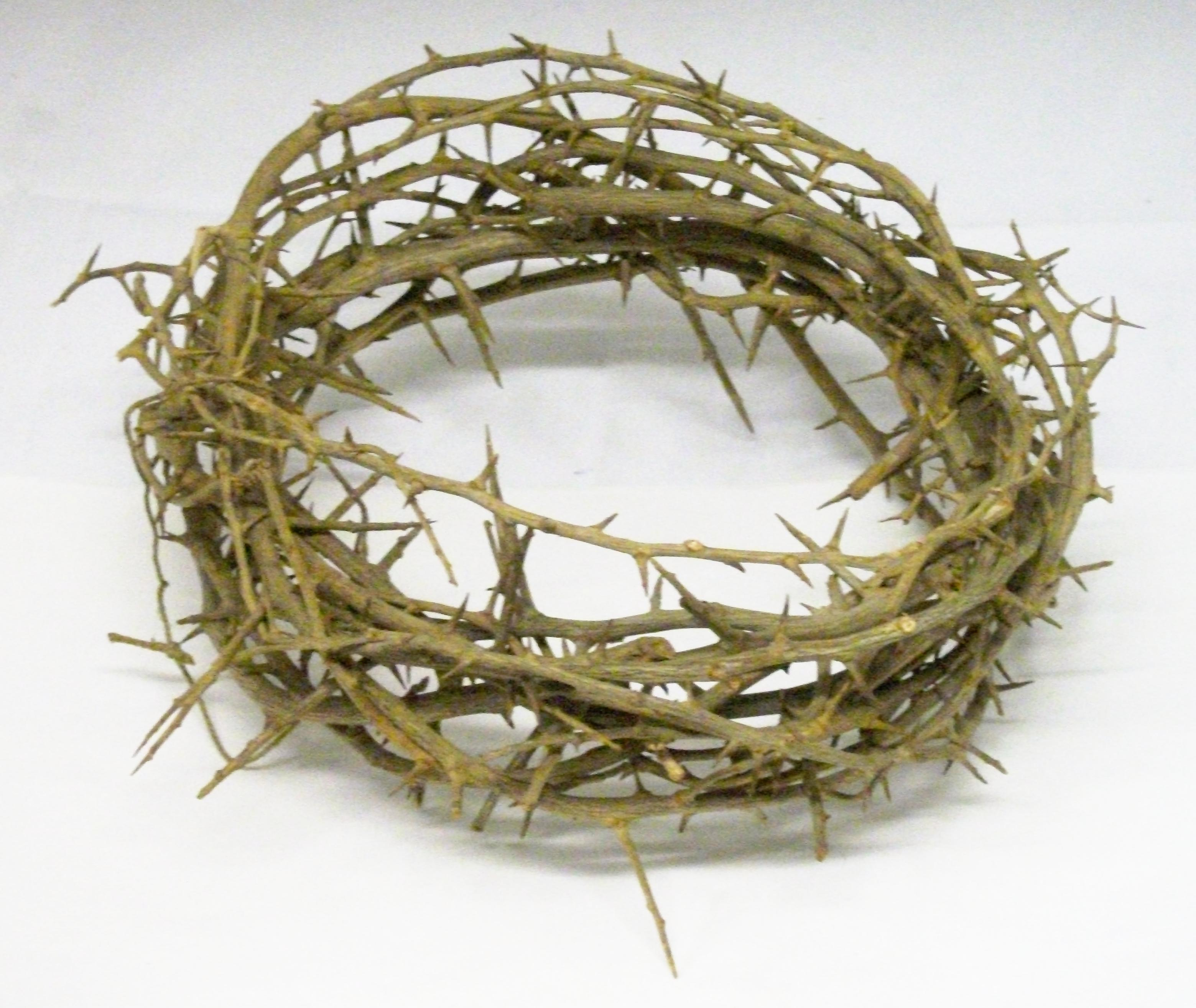
Corona de espinas